# Danh sách cầu thủ tham dự Giải vô địch bóng đá châu Âu 2020
Giải vô địch bóng đá châu Âu 2020 là một giải đấu bóng đá quốc tế được tổ chức tại 11 thành phố ở châu Âu từ ngày 11 tháng 6 đến ngày 11 tháng 7 năm 2021. 24 đội tuyển quốc gia tham gia giải đấu được yêu cầu đăng ký một đội hình gồm 26 cầu thủ – trong đó ba cầu thủ phải là thủ môn – trước ngày 1 tháng 6, 10 ngày trước trận khai mạc giải đấu. Chỉ những cầu thủ trong các đội hình này mới đủ điều kiện tham gia giải đấu.
Trong trường hợp một cầu thủ trong danh sách đội hình được gửi bị chấn thương hoặc bệnh tật trước trận đấu đầu tiên của giải đấu, cầu thủ đó có thể được thay thế, miễn là bác sĩ đội và bác sĩ từ Ủy ban Y tế UEFA đều xác nhận rằng chấn thương hoặc bệnh tật đủ nghiêm trọng để ngăn cầu thủ tham gia giải đấu. Những cầu thủ có kết quả xét nghiệm dương tính với SARS-CoV-2 hoặc được tuyên bố là "người tiếp xúc gần" với người có kết quả xét nghiệm SARS-CoV-2 dương tính, và do đó được cách ly theo quyết định của cơ quan y tế được coi là trường hợp mắc bệnh nghiêm trọng và do đó có thể được thay thế trước trận đấu đầu tiên. Nếu một thủ môn bị chấn thương hoặc bệnh tật sau trận đấu đầu tiên của giải đấu, anh ta vẫn có thể bị thay thế, ngay cả khi các thủ môn khác trong đội hình vẫn có sẵn. Cầu thủ đã được thay thế trong danh sách cầu thủ không thể được đưa vào danh sách.
Vào đầu tháng 4 năm 2021, UEFA tuyên bố họ đang xem xét cho phép mở rộng đội hình giải đấu từ 23 cầu thủ thông thường, sau các cuộc gọi từ các huấn luyện viên đội tuyển quốc gia trong trường hợp có thể bùng phát COVID-19 trong một đội tuyển, cũng như giảm mệt mỏi của cầu thủ do tắc nghẽn lịch thi đấu của mùa giải trước. Vào ngày 27 tháng 4, có thông tin rằng Ủy ban thi đấu đội tuyển quốc gia UEFA đã phê duyệt việc mở rộng đội hình lên 26 cầu thủ, tùy thuộc vào xác nhận của Ủy ban điều hành UEFA. Vào ngày 4 tháng 5 năm 2021, Ủy ban điều hành đã xác nhận việc sử dụng đội hình 26 cầu thủ. Tuy nhiên, các đội tuyển vẫn chỉ có thể đặt tên tối đa 23 cầu thủ trên bảng đấu cho mỗi lịch thi đấu của giải đấu (trong đó 12 cầu thủ dự bị), phù hợp với Luật thi đấu.
Vị trí được liệt kê cho mỗi cầu thủ nằm trong danh sách đội hình chính thức do UEFA công bố. Độ tuổi được liệt kê cho mỗi cầu thủ là vào ngày 11 tháng 6 năm 2021, ngày đầu tiên của giải đấu. Số lần khoác áo và số bàn thắng được liệt kê cho mỗi cầu thủ không bao gồm bất kỳ trận đấu nào được thi đấu sau khi bắt đầu giải đấu. Câu lạc bộ được liệt kê là câu lạc bộ dành cho cầu thủ cuối cùng đã thi đấu một trận đấu cạnh tranh trước giải đấu. Quốc tịch của mỗi câu lạc bộ phản ánh hiệp hội quốc gia (không phải giải đấu) mà câu lạc bộ được liên kết. Một lá cờ được bao gồm cho các huấn luyện viên có quốc tịch khác với đội tuyển quốc gia của họ.

## Bảng A

### Ý
Huấn luyện viên: Roberto Mancini
Ý đã công bố một đội hình sơ bộ gồm 33 cầu thủ vào ngày 17 tháng 5 năm 2021. Đội hình đã được mở rộng lên 34 cầu thủ vào ngày 25 tháng 5, sau đó được giảm xuống còn 28 cầu thủ vào ngày 30 tháng 5 (với 2 cầu thủ được thêm vào và 8 cầu thủ bị loại bỏ). Đội hình cuối cùng đã công bố vào ngày 2 tháng 6.Stefano Sensi rút lui vì chấn thương và được thay bằng Matteo Pessina vào ngày 7 tháng 6. Lorenzo Pellegrini rút lui vì chấn thương và được thay bằng Gaetano Castrovilli vào ngày 10 tháng 6.
| Số | VT | Cầu thủ                        | Ngày sinh (tuổi)            | Trận | Bàn | Câu lạc bộ          |
| -- | -- | ------------------------------ | --------------------------- | ---- | --- | ------------------- |
| 1  | TM | Salvatore Sirigu               | 12 tháng 1, 1987 (34 tuổi)  | 26   | 0   | Torino              |
| 2  | HV | Giovanni Di Lorenzo            | 4 tháng 8, 1993 (27 tuổi)   | 7    | 0   | Napoli              |
| 3  | HV | Giorgio Chiellini (đội trưởng) | 14 tháng 8, 1984 (36 tuổi)  | 107  | 8   | Juventus            |
| 4  | HV | Leonardo Spinazzola            | 25 tháng 3, 1993 (28 tuổi)  | 14   | 0   | Roma                |
| 5  | TV | Manuel Locatelli               | 8 tháng 1, 1998 (23 tuổi)   | 10   | 1   | Sassuolo            |
| 6  | TV | Marco Verratti                 | 5 tháng 11, 1992 (28 tuổi)  | 40   | 3   | Paris Saint-Germain |
| 7  | TV | Gaetano Castrovilli            | 17 tháng 2, 1997 (24 tuổi)  | 2    | 0   | Fiorentina          |
| 8  | TV | Jorginho                       | 20 tháng 12, 1991 (29 tuổi) | 28   | 5   | Chelsea             |
| 9  | TĐ | Andrea Belotti                 | 20 tháng 12, 1993 (27 tuổi) | 33   | 12  | Torino              |
| 10 | TĐ | Lorenzo Insigne                | 4 tháng 6, 1991 (30 tuổi)   | 41   | 8   | Napoli              |
| 11 | TĐ | Domenico Berardi               | 1 tháng 8, 1994 (26 tuổi)   | 11   | 5   | Sassuolo            |
| 12 | TV | Matteo Pessina                 | 21 tháng 4, 1997 (24 tuổi)  | 5    | 2   | Atalanta            |
| 13 | HV | Emerson                        | 3 tháng 8, 1994 (26 tuổi)   | 15   | 0   | Chelsea             |
| 14 | TV | Federico Chiesa                | 25 tháng 10, 1997 (23 tuổi) | 25   | 1   | Juventus            |
| 15 | HV | Francesco Acerbi               | 10 tháng 2, 1988 (33 tuổi)  | 14   | 1   | Lazio               |
| 16 | TV | Bryan Cristante                | 3 tháng 3, 1995 (26 tuổi)   | 11   | 1   | Roma                |
| 17 | TĐ | Ciro Immobile                  | 20 tháng 2, 1990 (31 tuổi)  | 46   | 13  | Lazio               |
| 18 | TV | Nicolò Barella                 | 7 tháng 2, 1997 (24 tuổi)   | 23   | 5   | Internazionale      |
| 19 | HV | Leonardo Bonucci               | 1 tháng 5, 1987 (34 tuổi)   | 102  | 7   | Juventus            |
| 20 | TV | Federico Bernardeschi          | 16 tháng 2, 1994 (27 tuổi)  | 30   | 6   | Juventus            |
| 21 | TM | Gianluigi Donnarumma           | 25 tháng 2, 1999 (22 tuổi)  | 26   | 0   | Milan               |
| 22 | TĐ | Giacomo Raspadori              | 18 tháng 2, 2000 (21 tuổi)  | 1    | 0   | Sassuolo            |
| 23 | HV | Alessandro Bastoni             | 13 tháng 4, 1999 (22 tuổi)  | 5    | 0   | Internazionale      |
| 24 | HV | Alessandro Florenzi            | 11 tháng 3, 1991 (30 tuổi)  | 43   | 2   | Paris Saint-Germain |
| 25 | HV | Rafael Tolói                   | 10 tháng 10, 1990 (30 tuổi) | 3    | 0   | Atalanta            |
| 26 | TM | Alex Meret                     | 22 tháng 3, 1997 (24 tuổi)  | 2    | 0   | Napoli              |

### Thụy Sĩ
Huấn luyện viên: Vladimir Petković
Thụy Sĩ đã công bố một đội hình sơ bộ gồm 29 cầu thủ vào ngày 19 tháng 5 năm 2021. Đội hình cuối cùng đã công bố vào ngày 31 tháng 5.
| Số | VT | Cầu thủ                   | Ngày sinh (tuổi)            | Trận | Bàn | Câu lạc bộ               |
| -- | -- | ------------------------- | --------------------------- | ---- | --- | ------------------------ |
| 1  | TM | Yann Sommer               | 17 tháng 12, 1988 (32 tuổi) | 61   | 0   | Borussia Mönchengladbach |
| 2  | HV | Kevin Mbabu               | 19 tháng 4, 1995 (26 tuổi)  | 11   | 0   | VfL Wolfsburg            |
| 3  | HV | Silvan Widmer             | 5 tháng 3, 1993 (28 tuổi)   | 16   | 1   | Basel                    |
| 4  | HV | Nico Elvedi               | 30 tháng 9, 1996 (24 tuổi)  | 26   | 1   | Borussia Mönchengladbach |
| 5  | HV | Manuel Akanji             | 19 tháng 7, 1995 (25 tuổi)  | 29   | 0   | Borussia Dortmund        |
| 6  | TV | Denis Zakaria             | 20 tháng 11, 1996 (24 tuổi) | 32   | 3   | Borussia Mönchengladbach |
| 7  | TĐ | Breel Embolo              | 14 tháng 2, 1997 (24 tuổi)  | 43   | 5   | Borussia Mönchengladbach |
| 8  | TV | Remo Freuler              | 15 tháng 4, 1992 (29 tuổi)  | 28   | 3   | Atalanta                 |
| 9  | TĐ | Haris Seferović           | 22 tháng 2, 1992 (29 tuổi)  | 74   | 21  | Benfica                  |
| 10 | TV | Granit Xhaka (đội trưởng) | 27 tháng 9, 1992 (28 tuổi)  | 93   | 12  | Arsenal                  |
| 11 | TV | Ruben Vargas              | 5 tháng 8, 1998 (22 tuổi)   | 11   | 2   | FC Augsburg              |
| 12 | TM | Yvon Mvogo                | 6 tháng 6, 1994 (27 tuổi)   | 3    | 0   | PSV Eindhoven            |
| 13 | HV | Ricardo Rodríguez         | 25 tháng 8, 1992 (28 tuổi)  | 80   | 9   | Torino                   |
| 14 | TV | Steven Zuber              | 17 tháng 8, 1991 (29 tuổi)  | 36   | 8   | Eintracht Frankfurt      |
| 15 | TV | Djibril Sow               | 6 tháng 2, 1997 (24 tuổi)   | 15   | 0   | Eintracht Frankfurt      |
| 16 | TV | Christian Fassnacht       | 11 tháng 11, 1993 (27 tuổi) | 7    | 1   | Young Boys               |
| 17 | HV | Loris Benito              | 7 tháng 1, 1992 (29 tuổi)   | 12   | 1   | Bordeaux                 |
| 18 | TĐ | Admir Mehmedi             | 16 tháng 3, 1991 (30 tuổi)  | 73   | 10  | VfL Wolfsburg            |
| 19 | TĐ | Mario Gavranović          | 24 tháng 11, 1989 (31 tuổi) | 29   | 11  | Dinamo Zagreb            |
| 20 | TV | Edimilson Fernandes       | 15 tháng 4, 1996 (25 tuổi)  | 21   | 1   | Mainz 05                 |
| 21 | TM | Jonas Omlin               | 10 tháng 1, 1994 (27 tuổi)  | 2    | 0   | Montpellier              |
| 22 | HV | Fabian Schär              | 20 tháng 12, 1991 (29 tuổi) | 59   | 8   | Newcastle United         |
| 23 | TV | Xherdan Shaqiri           | 10 tháng 10, 1991 (29 tuổi) | 90   | 23  | Liverpool                |
| 24 | HV | Bećir Omeragić            | 20 tháng 1, 2002 (19 tuổi)  | 3    | 0   | Zürich                   |
| 25 | HV | Eray Cömert               | 4 tháng 2, 1998 (23 tuổi)   | 5    | 0   | Basel                    |
| 26 | HV | Jordan Lotomba            | 29 tháng 9, 1998 (22 tuổi)  | 1    | 0   | Nice                     |

### Thổ Nhĩ Kỳ
Huấn luyện viên: Şenol Güneş
Thổ Nhĩ Kỳ đã công bố một đội hình sơ bộ gồm 30 cầu thủ vào ngày 14 tháng 5 năm 2021. Đội hình cuối cùng đã công bố vào ngày 1 tháng 6.
| Số | VT | Cầu thủ                   | Ngày sinh (tuổi)            | Trận | Bàn | Câu lạc bộ           |
| -- | -- | ------------------------- | --------------------------- | ---- | --- | -------------------- |
| 1  | TM | Mert Günok                | 1 tháng 3, 1989 (32 tuổi)   | 22   | 0   | İstanbul Başakşehir  |
| 2  | HV | Zeki Çelik                | 17 tháng 2, 1997 (24 tuổi)  | 19   | 2   | Lille                |
| 3  | HV | Merih Demiral             | 5 tháng 3, 1998 (23 tuổi)   | 20   | 0   | Juventus             |
| 4  | HV | Çağlar Söyüncü            | 23 tháng 5, 1996 (25 tuổi)  | 34   | 2   | Leicester City       |
| 5  | TV | Okay Yokuşlu              | 9 tháng 3, 1994 (27 tuổi)   | 33   | 1   | West Bromwich Albion |
| 6  | TV | Ozan Tufan                | 23 tháng 3, 1995 (26 tuổi)  | 59   | 9   | Fenerbahçe           |
| 7  | TĐ | Cengiz Ünder              | 14 tháng 7, 1997 (23 tuổi)  | 28   | 8   | Leicester City       |
| 8  | TV | Dorukhan Toköz            | 21 tháng 5, 1996 (25 tuổi)  | 9    | 1   | Beşiktaş             |
| 9  | TĐ | Kenan Karaman             | 5 tháng 3, 1994 (27 tuổi)   | 21   | 5   | Fortuna Düsseldorf   |
| 10 | TV | Hakan Çalhanoğlu          | 8 tháng 2, 1994 (27 tuổi)   | 55   | 13  | Milan                |
| 11 | TĐ | Yusuf Yazıcı              | 29 tháng 1, 1997 (24 tuổi)  | 30   | 1   | Lille                |
| 12 | TM | Altay Bayındır            | 14 tháng 4, 1998 (23 tuổi)  | 1    | 0   | Fenerbahçe           |
| 13 | HV | Umut Meraş                | 20 tháng 12, 1995 (25 tuổi) | 12   | 0   | Le Havre             |
| 14 | TV | Taylan Antalyalı          | 8 tháng 1, 1995 (26 tuổi)   | 5    | 0   | Galatasaray          |
| 15 | HV | Ozan Kabak                | 25 tháng 3, 2000 (21 tuổi)  | 11   | 0   | Liverpool            |
| 16 | TĐ | Enes Ünal                 | 10 tháng 5, 1997 (24 tuổi)  | 22   | 2   | Getafe               |
| 17 | TĐ | Burak Yılmaz (đội trưởng) | 15 tháng 7, 1985 (35 tuổi)  | 66   | 28  | Lille                |
| 18 | HV | Rıdvan Yılmaz             | 21 tháng 5, 2001 (20 tuổi)  | 2    | 0   | Beşiktaş             |
| 19 | TV | Orkun Kökçü               | 29 tháng 12, 2000 (20 tuổi) | 5    | 0   | Feyenoord            |
| 20 | TV | Abdülkadir Ömür           | 25 tháng 6, 1999 (21 tuổi)  | 9    | 0   | Trabzonspor          |
| 21 | TV | İrfan Kahveci             | 15 tháng 7, 1995 (25 tuổi)  | 18   | 0   | Fenerbahçe           |
| 22 | HV | Kaan Ayhan                | 10 tháng 11, 1994 (26 tuổi) | 36   | 4   | Sassuolo             |
| 23 | TM | Uğurcan Çakır             | 5 tháng 4, 1996 (25 tuổi)   | 7    | 0   | Trabzonspor          |
| 24 | TV | Kerem Aktürkoğlu          | 21 tháng 10, 1998 (22 tuổi) | 1    | 0   | Galatasaray          |
| 25 | HV | Mert Müldür               | 3 tháng 4, 1999 (22 tuổi)   | 7    | 0   | Sassuolo             |
| 26 | TV | Halil Dervişoğlu          | 8 tháng 12, 1999 (21 tuổi)  | 2    | 1   | Galatasaray          |

### Wales
Huấn luyện viên: Rob Page
Wales đã công bố vào ngày 23 tháng 4 năm 2021 rằng Rob Page sẽ làm huấn luyện viên cho giải đấu, sau khi huấn luyện viên thường xuyên Ryan Giggs bị Dịch vụ Truy tố Vương miện buộc tội. Đội tuyển này đã công bố một đội hình sơ bộ gồm 28 cầu thủ vào ngày 24 tháng 5. Đội hình cuối cùng đã công bố vào ngày 30 tháng 5. James Lawrence rút lui vì chấn thương và được thay thế bởi Tom Lockyer vào ngày 31 tháng 5.
| Số | VT | Cầu thủ                  | Ngày sinh (tuổi)            | Trận | Bàn | Câu lạc bộ        |
| -- | -- | ------------------------ | --------------------------- | ---- | --- | ----------------- |
| 1  | TM | Wayne Hennessey          | 24 tháng 1, 1987 (34 tuổi)  | 95   | 0   | Crystal Palace    |
| 2  | HV | Chris Gunter             | 21 tháng 7, 1989 (31 tuổi)  | 101  | 0   | Charlton Athletic |
| 3  | HV | Neco Williams            | 13 tháng 4, 2001 (20 tuổi)  | 10   | 1   | Liverpool         |
| 4  | HV | Ben Davies               | 24 tháng 4, 1993 (28 tuổi)  | 59   | 0   | Tottenham Hotspur |
| 5  | HV | Tom Lockyer              | 3 tháng 12, 1994 (26 tuổi)  | 13   | 0   | Luton Town        |
| 6  | HV | Joe Rodon                | 22 tháng 10, 1997 (23 tuổi) | 13   | 0   | Tottenham Hotspur |
| 7  | TV | Joe Allen                | 14 tháng 3, 1990 (31 tuổi)  | 58   | 2   | Stoke City        |
| 8  | TV | Harry Wilson             | 22 tháng 3, 1997 (24 tuổi)  | 25   | 5   | Cardiff City      |
| 9  | TĐ | Tyler Roberts            | 12 tháng 1, 1999 (22 tuổi)  | 13   | 0   | Leeds United      |
| 10 | TV | Aaron Ramsey             | 26 tháng 12, 1990 (30 tuổi) | 62   | 16  | Juventus          |
| 11 | TĐ | Gareth Bale (đội trưởng) | 16 tháng 7, 1989 (31 tuổi)  | 91   | 33  | Tottenham Hotspur |
| 12 | TM | Danny Ward               | 22 tháng 6, 1993 (27 tuổi)  | 13   | 0   | Leicester City    |
| 13 | TĐ | Kieffer Moore            | 8 tháng 8, 1992 (28 tuổi)   | 16   | 5   | Cardiff City      |
| 14 | HV | Connor Roberts           | 23 tháng 9, 1995 (25 tuổi)  | 26   | 1   | Swansea City      |
| 15 | HV | Ethan Ampadu             | 14 tháng 9, 2000 (20 tuổi)  | 22   | 0   | Sheffield United  |
| 16 | TV | Joe Morrell              | 3 tháng 1, 1997 (24 tuổi)   | 15   | 0   | Luton Town        |
| 17 | HV | Rhys Norrington-Davies   | 22 tháng 4, 1999 (22 tuổi)  | 4    | 0   | Stoke City        |
| 18 | TV | Jonny Williams           | 9 tháng 10, 1993 (27 tuổi)  | 27   | 1   | Cardiff City      |
| 19 | TV | David Brooks             | 8 tháng 7, 1997 (23 tuổi)   | 17   | 2   | Bournemouth       |
| 20 | TV | Daniel James             | 10 tháng 11, 1997 (23 tuổi) | 20   | 4   | Manchester United |
| 21 | TM | Adam Davies              | 17 tháng 7, 1992 (28 tuổi)  | 2    | 0   | Stoke City        |
| 22 | HV | Chris Mepham             | 5 tháng 11, 1997 (23 tuổi)  | 17   | 0   | Bournemouth       |
| 23 | TV | Dylan Levitt             | 17 tháng 11, 2000 (20 tuổi) | 7    | 0   | Istra 1961        |
| 24 | HV | Ben Cabango              | 30 tháng 5, 2000 (21 tuổi)  | 3    | 0   | Swansea City      |
| 25 | TV | Rubin Colwill            | 27 tháng 4, 2002 (19 tuổi)  | 1    | 0   | Cardiff City      |
| 26 | TV | Matthew Smith            | 22 tháng 11, 1999 (21 tuổi) | 13   | 0   | Doncaster Rovers  |

## Bảng B

### Bỉ
Huấn luyện viên:  Roberto Martínez
Bỉ đã công bố đội hình cuối cùng của họ vào ngày 17 tháng 5 năm 2021.
| Số | VT | Cầu thủ                  | Ngày sinh (tuổi)            | Trận | Bàn | Câu lạc bộ              |
| -- | -- | ------------------------ | --------------------------- | ---- | --- | ----------------------- |
| 1  | TM | Thibaut Courtois         | 11 tháng 5, 1992 (29 tuổi)  | 83   | 0   | Real Madrid             |
| 2  | HV | Toby Alderweireld        | 2 tháng 3, 1989 (32 tuổi)   | 107  | 5   | Tottenham Hotspur       |
| 3  | HV | Thomas Vermaelen         | 14 tháng 11, 1985 (35 tuổi) | 79   | 2   | Vissel Kobe             |
| 4  | HV | Dedryck Boyata           | 28 tháng 11, 1990 (30 tuổi) | 22   | 0   | Hertha BSC              |
| 5  | HV | Jan Vertonghen           | 24 tháng 4, 1987 (34 tuổi)  | 126  | 9   | Benfica                 |
| 6  | TV | Axel Witsel              | 12 tháng 1, 1989 (32 tuổi)  | 110  | 10  | Borussia Dortmund       |
| 7  | TV | Kevin De Bruyne          | 28 tháng 6, 1991 (29 tuổi)  | 80   | 21  | Manchester City         |
| 8  | TV | Youri Tielemans          | 7 tháng 5, 1997 (24 tuổi)   | 37   | 4   | Leicester City          |
| 9  | TĐ | Romelu Lukaku            | 13 tháng 5, 1993 (28 tuổi)  | 91   | 59  | Internazionale          |
| 10 | TV | Eden Hazard (đội trưởng) | 7 tháng 1, 1991 (30 tuổi)   | 106  | 32  | Real Madrid             |
| 11 | TV | Yannick Carrasco         | 4 tháng 9, 1993 (27 tuổi)   | 44   | 6   | Atlético Madrid         |
| 12 | TM | Simon Mignolet           | 6 tháng 3, 1988 (33 tuổi)   | 30   | 0   | Club Brugge             |
| 13 | TM | Matz Sels                | 26 tháng 2, 1992 (29 tuổi)  | 0    | 0   | Strasbourg              |
| 14 | TĐ | Dries Mertens            | 6 tháng 5, 1987 (34 tuổi)   | 96   | 21  | Napoli                  |
| 15 | HV | Thomas Meunier           | 12 tháng 9, 1991 (29 tuổi)  | 46   | 7   | Borussia Dortmund       |
| 16 | TV | Thorgan Hazard           | 29 tháng 3, 1993 (28 tuổi)  | 33   | 5   | Borussia Dortmund       |
| 17 | TV | Hans Vanaken             | 24 tháng 8, 1992 (28 tuổi)  | 9    | 2   | Club Brugge             |
| 18 | HV | Jason Denayer            | 28 tháng 6, 1995 (25 tuổi)  | 23   | 1   | Lyon                    |
| 19 | TV | Leander Dendoncker       | 15 tháng 4, 1995 (26 tuổi)  | 15   | 0   | Wolverhampton Wanderers |
| 20 | TĐ | Christian Benteke        | 3 tháng 12, 1990 (30 tuổi)  | 39   | 16  | Crystal Palace          |
| 21 | HV | Timothy Castagne         | 5 tháng 12, 1995 (25 tuổi)  | 13   | 2   | Leicester City          |
| 22 | TV | Nacer Chadli             | 2 tháng 8, 1989 (31 tuổi)   | 62   | 8   | İstanbul Başakşehir     |
| 23 | TĐ | Michy Batshuayi          | 2 tháng 10, 1993 (27 tuổi)  | 33   | 22  | Crystal Palace          |
| 24 | TĐ | Leandro Trossard         | 4 tháng 12, 1994 (26 tuổi)  | 6    | 2   | Brighton & Hove Albion  |
| 25 | TĐ | Jérémy Doku              | 27 tháng 5, 2002 (19 tuổi)  | 6    | 2   | Rennes                  |
| 26 | TV | Dennis Praet             | 14 tháng 5, 1994 (27 tuổi)  | 10   | 1   | Leicester City          |

### Đan Mạch
Huấn luyện viên: Kasper Hjulmand
Đan Mạch đã công bố đội hình cuối cùng của họ vào ngày 25 tháng 5 năm 2021.
| Số | VT | Cầu thủ                 | Ngày sinh (tuổi)            | Trận | Bàn | Câu lạc bộ        |
| -- | -- | ----------------------- | --------------------------- | ---- | --- | ----------------- |
| 1  | TM | Kasper Schmeichel       | 5 tháng 11, 1986 (34 tuổi)  | 64   | 0   | Leicester City    |
| 2  | HV | Joachim Andersen        | 31 tháng 5, 1996 (25 tuổi)  | 4    | 0   | Fulham            |
| 3  | HV | Jannik Vestergaard      | 3 tháng 8, 1992 (28 tuổi)   | 22   | 1   | Southampton       |
| 4  | HV | Simon Kjær (đội trưởng) | 26 tháng 3, 1989 (32 tuổi)  | 106  | 3   | Milan             |
| 5  | HV | Joakim Mæhle            | 20 tháng 5, 1997 (24 tuổi)  | 9    | 2   | Atalanta          |
| 6  | HV | Andreas Christensen     | 10 tháng 4, 1996 (25 tuổi)  | 40   | 1   | Chelsea           |
| 7  | TV | Robert Skov             | 20 tháng 5, 1996 (25 tuổi)  | 9    | 5   | 1899 Hoffenheim   |
| 8  | TV | Thomas Delaney          | 3 tháng 9, 1991 (29 tuổi)   | 53   | 5   | Borussia Dortmund |
| 9  | TĐ | Martin Braithwaite      | 5 tháng 6, 1991 (30 tuổi)   | 49   | 8   | Barcelona         |
| 10 | TV | Christian Eriksen       | 14 tháng 2, 1992 (29 tuổi)  | 107  | 36  | Internazionale    |
| 11 | TĐ | Andreas Skov Olsen      | 29 tháng 12, 1999 (21 tuổi) | 6    | 3   | Bologna           |
| 12 | TĐ | Kasper Dolberg          | 6 tháng 10, 1997 (23 tuổi)  | 25   | 7   | Nice              |
| 13 | HV | Mathias Jørgensen       | 23 tháng 4, 1990 (31 tuổi)  | 35   | 2   | Copenhagen        |
| 14 | TĐ | Mikkel Damsgaard        | 3 tháng 7, 2000 (20 tuổi)   | 3    | 2   | Sampdoria         |
| 15 | TV | Christian Nørgaard      | 10 tháng 3, 1994 (27 tuổi)  | 4    | 0   | Brentford         |
| 16 | TM | Jonas Lössl             | 1 tháng 2, 1989 (32 tuổi)   | 1    | 0   | Midtjylland       |
| 17 | HV | Jens Stryger Larsen     | 21 tháng 2, 1991 (30 tuổi)  | 35   | 2   | Udinese           |
| 18 | TV | Daniel Wass             | 31 tháng 5, 1989 (32 tuổi)  | 29   | 0   | Valencia          |
| 19 | TĐ | Jonas Wind              | 7 tháng 2, 1999 (22 tuổi)   | 6    | 3   | Copenhagen        |
| 20 | TĐ | Yussuf Poulsen          | 15 tháng 6, 1994 (26 tuổi)  | 53   | 8   | RB Leipzig        |
| 21 | TĐ | Andreas Cornelius       | 16 tháng 3, 1993 (28 tuổi)  | 27   | 5   | Parma             |
| 22 | TM | Frederik Rønnow         | 4 tháng 8, 1992 (28 tuổi)   | 8    | 0   | Schalke 04        |
| 23 | TV | Pierre-Emile Højbjerg   | 5 tháng 8, 1995 (25 tuổi)   | 41   | 4   | Tottenham Hotspur |
| 24 | TV | Mathias Jensen          | 1 tháng 1, 1996 (25 tuổi)   | 5    | 1   | Brentford         |
| 25 | TV | Anders Christiansen     | 8 tháng 6, 1990 (31 tuổi)   | 4    | 0   | Malmö FF          |
| 26 | HV | Nicolai Boilesen        | 16 tháng 2, 1992 (29 tuổi)  | 19   | 1   | Copenhagen        |

### Phần Lan
Huấn luyện viên: Markku Kanerva
Phần Lan đã công bố một đội hình sơ bộ gồm 26 cầu thủ vào ngày 19 tháng 5 năm 2021. Đội hình đã được mở rộng lên 28 cầu thủ vào ngày 23 tháng 5, và tiếp tục được mở rộng lên 29 cầu thủ vào ngày 25 tháng 5. Đội hình cuối cùng đã công bố vào ngày 1 tháng 6.Sauli Väisänen rút lui vì chấn thương và được thay bằng Niko Hämäläinen vào ngày 3 tháng 6.
| Số | VT | Cầu thủ              | Ngày sinh (tuổi)            | Trận | Bàn | Câu lạc bộ          |
| -- | -- | -------------------- | --------------------------- | ---- | --- | ------------------- |
| 1  | TM | Lukáš Hrádecký       | 24 tháng 11, 1989 (31 tuổi) | 65   | 0   | Bayer Leverkusen    |
| 2  | HV | Paulus Arajuuri      | 15 tháng 6, 1988 (32 tuổi)  | 51   | 3   | Pafos               |
| 3  | HV | Daniel O'Shaughnessy | 14 tháng 9, 1994 (26 tuổi)  | 11   | 0   | HJK                 |
| 4  | HV | Joona Toivio         | 10 tháng 3, 1988 (33 tuổi)  | 73   | 3   | BK Häcken           |
| 5  | HV | Leo Väisänen         | 23 tháng 7, 1997 (23 tuổi)  | 8    | 0   | IF Elfsborg         |
| 6  | TV | Glen Kamara          | 28 tháng 10, 1995 (25 tuổi) | 31   | 1   | Rangers             |
| 7  | TV | Robert Taylor        | 21 tháng 10, 1994 (26 tuổi) | 19   | 1   | Brann               |
| 8  | TV | Robin Lod            | 17 tháng 4, 1993 (28 tuổi)  | 43   | 4   | Minnesota United FC |
| 9  | TV | Fredrik Jensen       | 9 tháng 9, 1997 (23 tuổi)   | 18   | 7   | FC Augsburg         |
| 10 | TĐ | Teemu Pukki          | 29 tháng 3, 1990 (31 tuổi)  | 91   | 30  | Norwich City        |
| 11 | TV | Rasmus Schüller      | 18 tháng 6, 1991 (29 tuổi)  | 49   | 0   | Djurgårdens IF      |
| 12 | TM | Jesse Joronen        | 21 tháng 3, 1993 (28 tuổi)  | 14   | 0   | Brescia             |
| 13 | TV | Pyry Soiri           | 22 tháng 9, 1994 (26 tuổi)  | 31   | 5   | Esbjerg             |
| 14 | TV | Tim Sparv (captain)  | 20 tháng 2, 1987 (34 tuổi)  | 81   | 1   | AEL                 |
| 15 | HV | Niko Hämäläinen      | 5 tháng 3, 1997 (24 tuổi)   | 7    | 0   | Queens Park Rangers |
| 16 | HV | Thomas Lam           | 18 tháng 12, 1993 (27 tuổi) | 26   | 0   | PEC Zwolle          |
| 17 | TV | Nikolai Alho         | 12 tháng 3, 1993 (28 tuổi)  | 12   | 0   | MTK Budapest        |
| 18 | HV | Jere Uronen          | 13 tháng 7, 1994 (26 tuổi)  | 49   | 1   | Genk                |
| 19 | TV | Joni Kauko           | 12 tháng 7, 1990 (30 tuổi)  | 25   | 0   | Esbjerg             |
| 20 | TĐ | Joel Pohjanpalo      | 13 tháng 9, 1994 (26 tuổi)  | 42   | 9   | Union Berlin        |
| 21 | TĐ | Lassi Lappalainen    | 24 tháng 8, 1998 (22 tuổi)  | 8    | 0   | CF Montréal         |
| 22 | HV | Jukka Raitala        | 15 tháng 9, 1988 (32 tuổi)  | 52   | 0   | Minnesota United FC |
| 23 | TM | Anssi Jaakkola       | 13 tháng 3, 1987 (34 tuổi)  | 3    | 0   | Bristol Rovers      |
| 24 | TV | Onni Valakari        | 18 tháng 8, 1999 (21 tuổi)  | 5    | 1   | Pafos               |
| 25 | HV | Robert Ivanov        | 19 tháng 9, 1994 (26 tuổi)  | 4    | 0   | Warta Poznań        |
| 26 | TĐ | Marcus Forss         | 18 tháng 6, 1999 (21 tuổi)  | 5    | 1   | Brentford           |

### Nga
Huấn luyện viên: Stanislav Cherchesov
Nga đã công bố một đội hình sơ bộ gồm 30 cầu thủ vào ngày 11 tháng 5 năm 2021. Đội hình cuối cùng đã công bố vào ngày 2 tháng 6.
| Số | VT | Cầu thủ                   | Ngày sinh (tuổi)            | Trận | Bàn | Câu lạc bộ             |
| -- | -- | ------------------------- | --------------------------- | ---- | --- | ---------------------- |
| 1  | TM | Anton Shunin              | 27 tháng 1, 1987 (34 tuổi)  | 11   | 0   | Dynamo Moscow          |
| 2  | HV | Mário Fernandes           | 19 tháng 9, 1990 (30 tuổi)  | 28   | 5   | CSKA Moscow            |
| 3  | HV | Igor Diveyev              | 27 tháng 9, 1999 (21 tuổi)  | 3    | 0   | CSKA Moscow            |
| 4  | HV | Vyacheslav Karavayev      | 20 tháng 5, 1995 (26 tuổi)  | 12   | 2   | Zenit Saint Petersburg |
| 5  | HV | Andrei Semyonov           | 24 tháng 3, 1989 (32 tuổi)  | 25   | 0   | Akhmat Grozny          |
| 6  | TV | Denis Cheryshev           | 26 tháng 12, 1990 (30 tuổi) | 30   | 12  | Valencia               |
| 7  | TV | Magomed Ozdoyev           | 5 tháng 11, 1992 (28 tuổi)  | 31   | 4   | Zenit Saint Petersburg |
| 8  | TV | Dmitri Barinov            | 11 tháng 9, 1996 (24 tuổi)  | 4    | 0   | Lokomotiv Moscow       |
| 9  | TĐ | Aleksandr Sobolev         | 7 tháng 3, 1997 (24 tuổi)   | 5    | 2   | Spartak Moscow         |
| 10 | TĐ | Anton Zabolotny           | 13 tháng 6, 1991 (29 tuổi)  | 13   | 1   | Sochi                  |
| 11 | TV | Roman Zobnin              | 11 tháng 2, 1994 (27 tuổi)  | 34   | 0   | Spartak Moscow         |
| 12 | TM | Yury Dyupin               | 17 tháng 3, 1988 (33 tuổi)  | 0    | 0   | Rubin Kazan            |
| 13 | HV | Fyodor Kudryashov         | 5 tháng 4, 1987 (34 tuổi)   | 44   | 1   | Antalyaspor            |
| 14 | HV | Georgi Dzhikiya           | 21 tháng 11, 1993 (27 tuổi) | 32   | 1   | Spartak Moscow         |
| 15 | TĐ | Aleksei Miranchuk         | 17 tháng 10, 1995 (25 tuổi) | 32   | 5   | Atalanta               |
| 16 | TM | Matvei Safonov            | 25 tháng 2, 1999 (22 tuổi)  | 1    | 0   | Krasnodar              |
| 17 | TV | Aleksandr Golovin         | 30 tháng 5, 1996 (25 tuổi)  | 37   | 5   | Monaco                 |
| 18 | TV | Yuri Zhirkov              | 20 tháng 8, 1983 (37 tuổi)  | 103  | 2   | Zenit Saint Petersburg |
| 19 | TV | Rifat Zhemaletdinov       | 20 tháng 9, 1996 (24 tuổi)  | 4    | 0   | Lokomotiv Moscow       |
| 20 | TĐ | Aleksei Ionov             | 18 tháng 2, 1989 (32 tuổi)  | 34   | 4   | Krasnodar              |
| 21 | TV | Daniil Fomin              | 2 tháng 3, 1997 (24 tuổi)   | 4    | 0   | Dynamo Moscow          |
| 22 | TĐ | Artem Dzyuba (đội trưởng) | 22 tháng 8, 1988 (32 tuổi)  | 51   | 29  | Zenit Saint Petersburg |
| 23 | TV | Daler Kuzyayev            | 15 tháng 1, 1993 (28 tuổi)  | 33   | 2   | Zenit Saint Petersburg |
| 24 | TV | Andrei Mostovoy           | 5 tháng 11, 1997 (23 tuổi)  | 7    | 0   | Zenit Saint Petersburg |
| 25 | TĐ | Denis Makarov             | 18 tháng 2, 1998 (23 tuổi)  | 0    | 0   | Rubin Kazan            |
| 26 | TV | Maksim Mukhin             | 4 tháng 11, 2001 (19 tuổi)  | 2    | 0   | Lokomotiv Moscow       |

## Bảng C

### Áo
Huấn luyện viên:  Franco Foda
Áo đã công bố một đội hình sơ bộ gồm 30 cầu thủ vào ngày 19 tháng 5 năm 2021. Đội hình cuối cùng đã công bố vào ngày 24 tháng 5.
| Số | VT | Cầu thủ                            | Ngày sinh (tuổi)            | Trận | Bàn | Câu lạc bộ               |
| -- | -- | ---------------------------------- | --------------------------- | ---- | --- | ------------------------ |
| 1  | TM | Alexander Schlager                 | 1 tháng 2, 1996 (25 tuổi)   | 6    | 0   | LASK                     |
| 2  | HV | Andreas Ulmer                      | 30 tháng 10, 1985 (35 tuổi) | 23   | 0   | Red Bull Salzburg        |
| 3  | HV | Aleksandar Dragović                | 6 tháng 3, 1991 (30 tuổi)   | 90   | 2   | Bayer Leverkusen         |
| 4  | HV | Martin Hinteregger                 | 7 tháng 9, 1992 (28 tuổi)   | 54   | 4   | Eintracht Frankfurt      |
| 5  | HV | Stefan Posch                       | 14 tháng 5, 1997 (24 tuổi)  | 10   | 1   | 1899 Hoffenheim          |
| 6  | TV | Stefan Ilsanker                    | 18 tháng 5, 1989 (32 tuổi)  | 50   | 0   | Eintracht Frankfurt      |
| 7  | TĐ | Marko Arnautović                   | 19 tháng 4, 1989 (32 tuổi)  | 87   | 26  | Shanghai Port            |
| 8  | HV | David Alaba                        | 24 tháng 6, 1992 (28 tuổi)  | 80   | 14  | Bayern Munich            |
| 9  | TV | Marcel Sabitzer                    | 17 tháng 3, 1994 (27 tuổi)  | 49   | 8   | RB Leipzig               |
| 10 | TV | Florian Grillitsch                 | 7 tháng 8, 1995 (25 tuổi)   | 22   | 1   | 1899 Hoffenheim          |
| 11 | TĐ | Michael Gregoritsch                | 18 tháng 4, 1994 (27 tuổi)  | 25   | 4   | FC Augsburg              |
| 12 | TM | Pavao Pervan                       | 13 tháng 11, 1987 (33 tuổi) | 7    | 0   | VfL Wolfsburg            |
| 13 | TM | Daniel Bachmann                    | 9 tháng 7, 1994 (26 tuổi)   | 1    | 0   | Watford                  |
| 14 | TV | Julian Baumgartlinger (đội trưởng) | 2 tháng 1, 1988 (33 tuổi)   | 83   | 1   | Bayer Leverkusen         |
| 15 | HV | Philipp Lienhart                   | 11 tháng 7, 1996 (24 tuổi)  | 3    | 0   | SC Freiburg              |
| 16 | TV | Christopher Trimmel                | 24 tháng 2, 1987 (34 tuổi)  | 12   | 0   | Union Berlin             |
| 17 | TV | Louis Schaub                       | 29 tháng 12, 1994 (26 tuổi) | 20   | 6   | Luzern                   |
| 18 | TV | Alessandro Schöpf                  | 7 tháng 2, 1994 (27 tuổi)   | 26   | 5   | Schalke 04               |
| 19 | TV | Christoph Baumgartner              | 1 tháng 8, 1999 (21 tuổi)   | 9    | 3   | 1899 Hoffenheim          |
| 20 | TV | Karim Onisiwo                      | 17 tháng 3, 1992 (29 tuổi)  | 11   | 1   | Mainz 05                 |
| 21 | HV | Stefan Lainer                      | 27 tháng 8, 1992 (28 tuổi)  | 29   | 1   | Borussia Mönchengladbach |
| 22 | TV | Valentino Lazaro                   | 24 tháng 3, 1996 (25 tuổi)  | 30   | 3   | Borussia Mönchengladbach |
| 23 | TV | Xaver Schlager                     | 28 tháng 9, 1997 (23 tuổi)  | 20   | 1   | VfL Wolfsburg            |
| 24 | TV | Konrad Laimer                      | 27 tháng 5, 1997 (24 tuổi)  | 8    | 1   | RB Leipzig               |
| 25 | TĐ | Saša Kalajdžić                     | 7 tháng 7, 1997 (23 tuổi)   | 6    | 3   | VfB Stuttgart            |
| 26 | HV | Marco Friedl                       | 16 tháng 3, 1998 (23 tuổi)  | 3    | 0   | Werder Bremen            |

### Hà Lan
Huấn luyện viên: Frank de Boer
Hà Lan đã công bố một đội hình sơ bộ gồm 34 cầu thủ vào ngày 14 tháng 5 năm 2021. Đội hình cuối cùng đã công bố vào ngày 26 tháng 5. Jasper Cillessen đã rút lui với COVID-19 và đã thay thế bởi Marco Bizot vào ngày 1 tháng 6.
| Số | VT | Cầu thủ                          | Ngày sinh (tuổi)            | Trận | Bàn | Câu lạc bộ             |
| -- | -- | -------------------------------- | --------------------------- | ---- | --- | ---------------------- |
| 1  | TM | Maarten Stekelenburg             | 22 tháng 9, 1982 (38 tuổi)  | 58   | 0   | Ajax                   |
| 2  | HV | Joël Veltman                     | 15 tháng 1, 1992 (29 tuổi)  | 27   | 2   | Brighton & Hove Albion |
| 3  | HV | Matthijs de Ligt                 | 12 tháng 8, 1999 (21 tuổi)  | 27   | 2   | Juventus               |
| 4  | HV | Nathan Aké                       | 18 tháng 2, 1995 (26 tuổi)  | 19   | 2   | Manchester City        |
| 5  | HV | Owen Wijndal                     | 28 tháng 11, 1999 (21 tuổi) | 8    | 0   | AZ                     |
| 6  | HV | Stefan de Vrij                   | 5 tháng 2, 1992 (29 tuổi)   | 44   | 3   | Internazionale         |
| 7  | TĐ | Steven Berghuis                  | 19 tháng 12, 1991 (29 tuổi) | 25   | 2   | Feyenoord              |
| 8  | TV | Georginio Wijnaldum (đội trưởng) | 11 tháng 11, 1990 (30 tuổi) | 74   | 22  | Liverpool              |
| 9  | TĐ | Luuk de Jong                     | 27 tháng 8, 1990 (30 tuổi)  | 36   | 8   | Sevilla                |
| 10 | TĐ | Memphis Depay                    | 13 tháng 2, 1994 (27 tuổi)  | 63   | 25  | Lyon                   |
| 11 | TV | Quincy Promes                    | 4 tháng 1, 1992 (29 tuổi)   | 48   | 7   | Spartak Moscow         |
| 12 | HV | Patrick van Aanholt              | 29 tháng 8, 1990 (30 tuổi)  | 14   | 0   | Crystal Palace         |
| 13 | TM | Tim Krul                         | 3 tháng 4, 1988 (33 tuổi)   | 15   | 0   | Norwich City           |
| 14 | TV | Davy Klaassen                    | 21 tháng 2, 1993 (28 tuổi)  | 23   | 5   | Ajax                   |
| 15 | TV | Marten de Roon                   | 29 tháng 3, 1991 (30 tuổi)  | 22   | 0   | Atalanta               |
| 16 | TV | Ryan Gravenberch                 | 16 tháng 5, 2002 (19 tuổi)  | 4    | 0   | Ajax                   |
| 17 | HV | Daley Blind                      | 9 tháng 3, 1990 (31 tuổi)   | 77   | 2   | Ajax                   |
| 18 | TĐ | Donyell Malen                    | 19 tháng 1, 1999 (22 tuổi)  | 8    | 2   | PSV Eindhoven          |
| 19 | TĐ | Wout Weghorst                    | 7 tháng 8, 1992 (28 tuổi)   | 5    | 0   | VfL Wolfsburg          |
| 20 | TV | Donny van de Beek                | 18 tháng 4, 1997 (24 tuổi)  | 19   | 3   | Manchester United      |
| 21 | TV | Frenkie de Jong                  | 12 tháng 5, 1997 (24 tuổi)  | 26   | 1   | Barcelona              |
| 22 | HV | Denzel Dumfries                  | 18 tháng 4, 1996 (25 tuổi)  | 18   | 0   | PSV Eindhoven          |
| 23 | TM | Marco Bizot                      | 10 tháng 3, 1991 (30 tuổi)  | 1    | 0   | AZ                     |
| 24 | TV | Teun Koopmeiners                 | 28 tháng 2, 1998 (23 tuổi)  | 1    | 0   | AZ                     |
| 25 | TV | Jurriën Timber                   | 17 tháng 6, 2001 (19 tuổi)  | 1    | 0   | Ajax                   |
| 26 | TĐ | Cody Gakpo                       | 7 tháng 5, 1999 (22 tuổi)   | 0    | 0   | PSV Eindhoven          |

### Bắc Macedonia
Huấn luyện viên: Igor Angelovski
Bắc Macedonia đã công bố đội hình cuối cùng của họ vào ngày 20 tháng 5 năm 2021.
| Số | VT | Cầu thủ                   | Ngày sinh (tuổi)            | Trận | Bàn | Câu lạc bộ       |
| -- | -- | ------------------------- | --------------------------- | ---- | --- | ---------------- |
| 1  | TM | Stole Dimitrievski        | 25 tháng 12, 1993 (27 tuổi) | 41   | 0   | Rayo Vallecano   |
| 2  | HV | Egzon Bejtulai            | 7 tháng 1, 1994 (27 tuổi)   | 20   | 0   | Shkëndija        |
| 3  | HV | Gjoko Zajkov              | 10 tháng 2, 1995 (26 tuổi)  | 17   | 1   | Charleroi        |
| 4  | HV | Kire Ristevski            | 22 tháng 10, 1990 (30 tuổi) | 46   | 0   | Újpest           |
| 5  | TV | Arijan Ademi              | 29 tháng 5, 1991 (30 tuổi)  | 21   | 4   | Dinamo Zagreb    |
| 6  | HV | Visar Musliu              | 13 tháng 11, 1994 (26 tuổi) | 30   | 1   | Fehérvár         |
| 7  | TĐ | Ivan Trichkovski          | 18 tháng 4, 1987 (34 tuổi)  | 63   | 6   | AEK Larnaca      |
| 8  | HV | Ezgjan Alioski            | 12 tháng 2, 1992 (29 tuổi)  | 43   | 7   | Leeds United     |
| 9  | TĐ | Aleksandar Trajkovski     | 5 tháng 9, 1992 (28 tuổi)   | 64   | 18  | Mallorca         |
| 10 | TĐ | Goran Pandev (đội trưởng) | 27 tháng 7, 1983 (37 tuổi)  | 118  | 37  | Genoa            |
| 11 | TV | Ferhan Hasani             | 18 tháng 6, 1990 (30 tuổi)  | 41   | 2   | Partizani        |
| 12 | TM | Risto Jankov              | 5 tháng 9, 1998 (22 tuổi)   | 0    | 0   | Rabotnichki      |
| 13 | HV | Stefan Ristovski          | 12 tháng 2, 1992 (29 tuổi)  | 64   | 2   | Dinamo Zagreb    |
| 14 | HV | Darko Velkovski           | 21 tháng 6, 1995 (25 tuổi)  | 27   | 1   | Rijeka           |
| 15 | TV | Tihomir Kostadinov        | 4 tháng 3, 1996 (25 tuổi)   | 9    | 0   | Ružomberok       |
| 16 | TV | Boban Nikolov             | 28 tháng 7, 1994 (26 tuổi)  | 33   | 2   | Lecce            |
| 17 | TV | Enis Bardhi               | 2 tháng 7, 1995 (25 tuổi)   | 34   | 6   | Levante          |
| 18 | TĐ | Vlatko Stojanovski        | 23 tháng 4, 1997 (24 tuổi)  | 8    | 2   | Chambly          |
| 19 | TĐ | Krste Velkoski            | 20 tháng 2, 1988 (33 tuổi)  | 15   | 0   | Sarajevo         |
| 20 | TV | Stefan Spirovski          | 23 tháng 8, 1990 (30 tuổi)  | 39   | 1   | AEK Larnaca      |
| 21 | TV | Elif Elmas                | 24 tháng 9, 1999 (21 tuổi)  | 26   | 7   | Napoli           |
| 22 | TM | Damjan Shishkovski        | 18 tháng 3, 1995 (26 tuổi)  | 6    | 0   | Doxa Katokopias  |
| 23 | TĐ | Marjan Radeski            | 10 tháng 2, 1995 (26 tuổi)  | 17   | 1   | Akademija Pandev |
| 24 | TĐ | Daniel Avramovski         | 20 tháng 2, 1995 (26 tuổi)  | 5    | 0   | Kayserispor      |
| 25 | TV | Darko Churlinov           | 11 tháng 7, 2000 (20 tuổi)  | 2    | 0   | VfB Stuttgart    |
| 26 | TV | Milan Ristovski           | 8 tháng 4, 1998 (23 tuổi)   | 0    | 0   | Spartak Trnava   |

### Ukraina
Huấn luyện viên: Andriy Shevchenko
Ukraina đã công bố một đội hình sơ bộ gồm 35 cầu thủ vào ngày 30 tháng 4 năm 2021. Đội hình đã được mở rộng lên 36 cầu thủ vào ngày 1 tháng 5, sau đó được giảm xuống còn 34 cầu thủ vào ngày 15 tháng 5 khi Oleksandr Andriyevskyi và Volodymyr Shepelyev rút lui vì chấn thương. Đội hình tiếp tục được giảm xuống còn 33 cầu thủ vào ngày 20 tháng 5 khi Vitaliy Buyalskyi rút lui vì chấn thương, sau đó được mở rộng lên 34 cầu thủ vào ngày 26 tháng 5. Đội hình tiếp tục được giảm xuống còn 32 cầu thủ vào ngày 28 tháng 5 khi Yevhen Konoplyanka và Viktor Kovalenko rút lui vì chấn thương. Đội hình cuối cùng đã công bố vào ngày 1 tháng 6.
| Số | VT | Cầu thủ                    | Ngày sinh (tuổi)            | Trận | Bàn | Câu lạc bộ       |
| -- | -- | -------------------------- | --------------------------- | ---- | --- | ---------------- |
| 1  | TM | Heorhiy Bushchan           | 31 tháng 5, 1994 (27 tuổi)  | 5    | 0   | Dynamo Kyiv      |
| 2  | HV | Eduard Sobol               | 20 tháng 4, 1995 (26 tuổi)  | 19   | 0   | Club Brugge      |
| 3  | TV | Heorhiy Sudakov            | 1 tháng 9, 2002 (18 tuổi)   | 1    | 0   | Shakhtar Donetsk |
| 4  | HV | Serhiy Kryvtsov            | 15 tháng 3, 1991 (30 tuổi)  | 22   | 0   | Shakhtar Donetsk |
| 5  | TV | Serhiy Sydorchuk           | 2 tháng 5, 1991 (30 tuổi)   | 35   | 3   | Dynamo Kyiv      |
| 6  | TV | Taras Stepanenko           | 8 tháng 8, 1989 (31 tuổi)   | 60   | 3   | Shakhtar Donetsk |
| 7  | TĐ | Andriy Yarmolenko          | 23 tháng 10, 1989 (31 tuổi) | 92   | 38  | West Ham United  |
| 8  | TV | Ruslan Malinovskyi         | 4 tháng 5, 1993 (28 tuổi)   | 35   | 6   | Atalanta         |
| 9  | TĐ | Roman Yaremchuk            | 27 tháng 11, 1995 (25 tuổi) | 22   | 7   | Gent             |
| 10 | TV | Mykola Shaparenko          | 4 tháng 10, 1998 (22 tuổi)  | 10   | 0   | Dynamo Kyiv      |
| 11 | TV | Marlos                     | 7 tháng 6, 1988 (33 tuổi)   | 23   | 1   | Shakhtar Donetsk |
| 12 | TM | Andriy Pyatov (đội trưởng) | 28 tháng 6, 1984 (36 tuổi)  | 96   | 0   | Shakhtar Donetsk |
| 13 | HV | Illya Zabarnyi             | 1 tháng 9, 2002 (18 tuổi)   | 6    | 0   | Dynamo Kyiv      |
| 14 | TV | Yevhenii Makarenko         | 21 tháng 5, 1991 (30 tuổi)  | 11   | 0   | Kortrijk         |
| 15 | TV | Viktor Tsyhankov           | 15 tháng 11, 1997 (23 tuổi) | 26   | 6   | Dynamo Kyiv      |
| 16 | HV | Vitaliy Mykolenko          | 29 tháng 5, 1999 (22 tuổi)  | 14   | 0   | Dynamo Kyiv      |
| 17 | HV | Oleksandr Zinchenko        | 15 tháng 12, 1996 (24 tuổi) | 38   | 5   | Manchester City  |
| 18 | TV | Roman Bezus                | 26 tháng 9, 1990 (30 tuổi)  | 23   | 5   | Gent             |
| 19 | TĐ | Artem Besyedin             | 31 tháng 3, 1996 (25 tuổi)  | 14   | 2   | Dynamo Kyiv      |
| 20 | TĐ | Oleksandr Zubkov           | 3 tháng 8, 1996 (24 tuổi)   | 9    | 0   | Ferencváros      |
| 21 | HV | Oleksandr Karavayev        | 2 tháng 6, 1992 (29 tuổi)   | 31   | 1   | Dynamo Kyiv      |
| 22 | HV | Mykola Matviyenko          | 2 tháng 5, 1996 (25 tuổi)   | 34   | 0   | Shakhtar Donetsk |
| 23 | TM | Anatoliy Trubin            | 1 tháng 8, 2001 (19 tuổi)   | 2    | 0   | Shakhtar Donetsk |
| 24 | HV | Oleksandr Tymchyk          | 20 tháng 1, 1997 (24 tuổi)  | 4    | 0   | Dynamo Kyiv      |
| 25 | HV | Denys Popov                | 17 tháng 2, 1999 (22 tuổi)  | 1    | 0   | Dynamo Kyiv      |
| 26 | TĐ | Artem Dovbyk               | 21 tháng 6, 1997 (23 tuổi)  | 2    | 0   | Dnipro-1         |

## Bảng D

### Croatia
Huấn luyện viên: Zlatko Dalić
Croatia đã công bố đội hình cuối cùng của họ vào ngày 17 tháng 5 năm 2021.
| Số | VT | Cầu thủ                  | Ngày sinh (tuổi)            | Trận | Bàn | Câu lạc bộ             |
| -- | -- | ------------------------ | --------------------------- | ---- | --- | ---------------------- |
| 1  | TM | Dominik Livaković        | 9 tháng 1, 1995 (26 tuổi)   | 20   | 0   | Dinamo Zagreb          |
| 2  | HV | Šime Vrsaljko            | 10 tháng 1, 1992 (29 tuổi)  | 48   | 0   | Atlético Madrid        |
| 3  | HV | Borna Barišić            | 10 tháng 11, 1992 (28 tuổi) | 19   | 1   | Rangers                |
| 4  | TV | Ivan Perišić             | 2 tháng 2, 1989 (32 tuổi)   | 100  | 28  | Internazionale         |
| 5  | HV | Duje Ćaleta-Car          | 17 tháng 9, 1996 (24 tuổi)  | 13   | 0   | Marseille              |
| 6  | HV | Dejan Lovren             | 5 tháng 7, 1989 (31 tuổi)   | 64   | 4   | Zenit Saint Petersburg |
| 7  | TĐ | Josip Brekalo            | 23 tháng 6, 1998 (22 tuổi)  | 23   | 4   | VfL Wolfsburg          |
| 8  | TV | Mateo Kovačić            | 6 tháng 5, 1994 (27 tuổi)   | 66   | 3   | Chelsea                |
| 9  | TĐ | Andrej Kramarić          | 19 tháng 6, 1991 (29 tuổi)  | 53   | 14  | 1899 Hoffenheim        |
| 10 | TV | Luka Modrić (đội trưởng) | 9 tháng 9, 1985 (35 tuổi)   | 137  | 17  | Real Madrid            |
| 11 | TV | Marcelo Brozović         | 16 tháng 11, 1992 (28 tuổi) | 58   | 6   | Internazionale         |
| 12 | TM | Lovre Kalinić            | 3 tháng 4, 1990 (31 tuổi)   | 19   | 0   | Hajduk Split           |
| 13 | TV | Nikola Vlašić            | 4 tháng 10, 1997 (23 tuổi)  | 21   | 5   | CSKA Moscow            |
| 14 | TĐ | Ante Budimir             | 22 tháng 7, 1991 (29 tuổi)  | 7    | 1   | Osasuna                |
| 15 | TV | Mario Pašalić            | 9 tháng 2, 1995 (26 tuổi)   | 24   | 3   | Atalanta               |
| 16 | HV | Mile Škorić              | 19 tháng 6, 1991 (29 tuổi)  | 5    | 0   | Osijek                 |
| 17 | TĐ | Ante Rebić               | 21 tháng 9, 1993 (27 tuổi)  | 37   | 3   | Milan                  |
| 18 | TV | Mislav Oršić             | 29 tháng 12, 1992 (28 tuổi) | 8    | 0   | Dinamo Zagreb          |
| 19 | TV | Milan Badelj             | 25 tháng 2, 1989 (32 tuổi)  | 55   | 2   | Genoa                  |
| 20 | TĐ | Bruno Petković           | 16 tháng 9, 1994 (26 tuổi)  | 14   | 6   | Dinamo Zagreb          |
| 21 | HV | Domagoj Vida             | 29 tháng 4, 1989 (32 tuổi)  | 87   | 4   | Beşiktaş               |
| 22 | HV | Josip Juranović          | 16 tháng 8, 1995 (25 tuổi)  | 8    | 0   | Legia Warsaw           |
| 23 | TM | Simon Sluga              | 17 tháng 3, 1993 (28 tuổi)  | 3    | 0   | Luton Town             |
| 24 | HV | Domagoj Bradarić         | 10 tháng 12, 1999 (21 tuổi) | 4    | 0   | Lille                  |
| 25 | HV | Joško Gvardiol           | 23 tháng 1, 2002 (19 tuổi)  | 0    | 0   | Dinamo Zagreb          |
| 26 | TV | Luka Ivanušec            | 26 tháng 11, 1998 (22 tuổi) | 2    | 1   | Dinamo Zagreb          |

### Cộng hòa Séc
Huấn luyện viên: Jaroslav Šilhavý
Cộng hòa Séc đã công bố đội hình cuối cùng của họ gồm 25 cầu thủ vào ngày 25 tháng 5 năm 2021. Michal Sadílek đã công bố là cầu thủ cuối cùng trong đội hình vào ngày 27 tháng 5, sau khi xác nhận lệnh cấm 10 trận đấu của Ondřej Kúdela.
| Số | VT | Cầu thủ                      | Ngày sinh (tuổi)           | Trận | Bàn | Câu lạc bộ       |
| -- | -- | ---------------------------- | -------------------------- | ---- | --- | ---------------- |
| 1  | TM | Tomáš Vaclík                 | 29 tháng 3, 1989 (32 tuổi) | 36   | 0   | Sevilla          |
| 2  | HV | Pavel Kadeřábek              | 25 tháng 4, 1992 (29 tuổi) | 47   | 3   | 1899 Hoffenheim  |
| 3  | HV | Ondřej Čelůstka              | 18 tháng 6, 1989 (31 tuổi) | 24   | 2   | Sparta Prague    |
| 4  | HV | Jakub Brabec                 | 6 tháng 8, 1992 (28 tuổi)  | 20   | 1   | Viktoria Plzeň   |
| 5  | HV | Vladimír Coufal              | 22 tháng 8, 1992 (28 tuổi) | 14   | 1   | West Ham United  |
| 6  | HV | Tomáš Kalas                  | 15 tháng 5, 1993 (28 tuổi) | 22   | 2   | Bristol City     |
| 7  | TV | Antonín Barák                | 3 tháng 12, 1994 (26 tuổi) | 18   | 6   | Hellas Verona    |
| 8  | TV | Vladimír Darida (đội trưởng) | 8 tháng 8, 1990 (30 tuổi)  | 70   | 8   | Hertha BSC       |
| 9  | HV | Tomáš Holeš                  | 31 tháng 3, 1993 (28 tuổi) | 7    | 1   | Slavia Prague    |
| 10 | TĐ | Patrik Schick                | 24 tháng 1, 1996 (25 tuổi) | 24   | 10  | Bayer Leverkusen |
| 11 | TĐ | Michael Krmenčík             | 15 tháng 3, 1993 (28 tuổi) | 28   | 9   | PAOK             |
| 12 | TV | Lukáš Masopust               | 12 tháng 2, 1993 (28 tuổi) | 20   | 1   | Slavia Prague    |
| 13 | TV | Petr Ševčík                  | 4 tháng 5, 1994 (27 tuổi)  | 6    | 0   | Slavia Prague    |
| 14 | TV | Jakub Jankto                 | 19 tháng 1, 1996 (25 tuổi) | 33   | 4   | Sampdoria        |
| 15 | TV | Tomáš Souček                 | 27 tháng 2, 1995 (26 tuổi) | 33   | 7   | West Ham United  |
| 16 | TM | Aleš Mandous                 | 21 tháng 4, 1992 (29 tuổi) | 1    | 0   | Sigma Olomouc    |
| 17 | HV | David Zima                   | 8 tháng 11, 2000 (20 tuổi) | 1    | 0   | Slavia Prague    |
| 18 | HV | Jan Bořil                    | 11 tháng 1, 1991 (30 tuổi) | 21   | 0   | Slavia Prague    |
| 19 | TĐ | Adam Hložek                  | 25 tháng 7, 2002 (18 tuổi) | 2    | 0   | Sparta Prague    |
| 20 | TĐ | Matěj Vydra                  | 1 tháng 5, 1992 (29 tuổi)  | 35   | 6   | Burnley          |
| 21 | TV | Alex Král                    | 19 tháng 5, 1998 (23 tuổi) | 16   | 2   | Spartak Moscow   |
| 22 | HV | Aleš Matějů                  | 3 tháng 6, 1996 (25 tuổi)  | 4    | 0   | Brescia          |
| 23 | TM | Jiří Pavlenka                | 14 tháng 4, 1992 (29 tuổi) | 13   | 0   | Werder Bremen    |
| 24 | TĐ | Tomáš Pekhart                | 26 tháng 5, 1989 (32 tuổi) | 21   | 2   | Legia Warsaw     |
| 25 | TV | Jakub Pešek                  | 24 tháng 6, 1993 (27 tuổi) | 1    | 1   | Slovan Liberec   |
| 26 | TV | Michal Sadílek               | 31 tháng 5, 1999 (22 tuổi) | 0    | 0   | Slovan Liberec   |

### Anh
Huấn luyện viên: Gareth Southgate
Anh đã công bố một đội hình sơ bộ gồm 33 cầu thủ vào ngày 25 tháng 5 năm 2021. Mason Greenwood rút lui vì chấn thương vào ngày 1 tháng 6, với đội hình cuối cùng được công bố vào cuối ngày hôm đó.
| Số | VT | Cầu thủ                 | Ngày sinh (tuổi)            | Trận | Bàn | Câu lạc bộ              |
| -- | -- | ----------------------- | --------------------------- | ---- | --- | ----------------------- |
| 1  | TM | Jordan Pickford         | 7 tháng 3, 1994 (27 tuổi)   | 31   | 0   | Everton                 |
| 2  | HV | Kyle Walker             | 28 tháng 5, 1990 (31 tuổi)  | 55   | 0   | Manchester City         |
| 3  | HV | Luke Shaw               | 12 tháng 7, 1995 (25 tuổi)  | 9    | 0   | Manchester United       |
| 4  | TV | Declan Rice             | 14 tháng 1, 1999 (22 tuổi)  | 16   | 1   | West Ham United         |
| 5  | HV | John Stones             | 28 tháng 5, 1994 (27 tuổi)  | 42   | 2   | Manchester City         |
| 6  | HV | Harry Maguire           | 5 tháng 3, 1993 (28 tuổi)   | 32   | 3   | Manchester United       |
| 7  | TV | Jack Grealish           | 10 tháng 9, 1995 (25 tuổi)  | 6    | 0   | Aston Villa             |
| 8  | TV | Jordan Henderson        | 17 tháng 6, 1990 (30 tuổi)  | 58   | 0   | Liverpool               |
| 9  | TĐ | Harry Kane (đội trưởng) | 28 tháng 7, 1993 (27 tuổi)  | 54   | 34  | Tottenham Hotspur       |
| 10 | TĐ | Raheem Sterling         | 8 tháng 12, 1994 (26 tuổi)  | 61   | 14  | Manchester City         |
| 11 | TĐ | Marcus Rashford         | 31 tháng 10, 1997 (23 tuổi) | 40   | 11  | Manchester United       |
| 12 | HV | Kieran Trippier         | 19 tháng 9, 1990 (30 tuổi)  | 27   | 1   | Atlético Madrid         |
| 13 | TM | Dean Henderson          | 12 tháng 3, 1997 (24 tuổi)  | 1    | 0   | Manchester United       |
| 14 | TV | Kalvin Phillips         | 2 tháng 12, 1995 (25 tuổi)  | 7    | 0   | Leeds United            |
| 15 | HV | Tyrone Mings            | 13 tháng 3, 1993 (28 tuổi)  | 9    | 0   | Aston Villa             |
| 16 | HV | Conor Coady             | 25 tháng 2, 1993 (28 tuổi)  | 5    | 1   | Wolverhampton Wanderers |
| 17 | TV | Jadon Sancho            | 25 tháng 3, 2000 (21 tuổi)  | 18   | 3   | Borussia Dortmund       |
| 18 | TĐ | Dominic Calvert-Lewin   | 16 tháng 3, 1997 (24 tuổi)  | 8    | 4   | Everton                 |
| 19 | TV | Mason Mount             | 10 tháng 1, 1999 (22 tuổi)  | 16   | 4   | Chelsea                 |
| 20 | TV | Phil Foden              | 28 tháng 5, 2000 (21 tuổi)  | 6    | 2   | Manchester City         |
| 21 | HV | Ben Chilwell            | 21 tháng 12, 1996 (24 tuổi) | 14   | 0   | Chelsea                 |
| 22 | HV | Trent Alexander-Arnold  | 7 tháng 10, 1998 (22 tuổi)  | 13   | 1   | Liverpool               |
| 23 | TM | Sam Johnstone           | 25 tháng 3, 1993 (28 tuổi)  | 0    | 0   | West Bromwich Albion    |
| 24 | HV | Reece James             | 8 tháng 12, 1999 (21 tuổi)  | 6    | 0   | Chelsea                 |
| 25 | TV | Bukayo Saka             | 5 tháng 9, 2001 (19 tuổi)   | 5    | 1   | Arsenal                 |
| 26 | TV | Jude Bellingham         | 29 tháng 6, 2003 (17 tuổi)  | 3    | 0   | Borussia Dortmund       |

### Scotland
Huấn luyện viên: Steve Clarke
Scotland đã công bố đội hình cuối cùng của họ vào ngày 19 tháng 5 năm 2021.
| Số | VT | Cầu thủ                       | Ngày sinh (tuổi)            | Trận | Bàn | Câu lạc bộ          |
| -- | -- | ----------------------------- | --------------------------- | ---- | --- | ------------------- |
| 1  | TM | David Marshall                | 5 tháng 3, 1985 (36 tuổi)   | 43   | 0   | Derby County        |
| 2  | HV | Stephen O'Donnell             | 11 tháng 5, 1992 (29 tuổi)  | 18   | 0   | Motherwell          |
| 3  | HV | Andrew Robertson (đội trưởng) | 11 tháng 3, 1994 (27 tuổi)  | 44   | 3   | Liverpool           |
| 4  | TV | Scott McTominay               | 8 tháng 12, 1996 (24 tuổi)  | 22   | 0   | Manchester United   |
| 5  | HV | Grant Hanley                  | 20 tháng 11, 1991 (29 tuổi) | 32   | 2   | Norwich City        |
| 6  | HV | Kieran Tierney                | 5 tháng 6, 1997 (24 tuổi)   | 20   | 0   | Arsenal             |
| 7  | TV | John McGinn                   | 18 tháng 10, 1994 (26 tuổi) | 32   | 10  | Aston Villa         |
| 8  | TV | Callum McGregor               | 14 tháng 6, 1993 (27 tuổi)  | 30   | 0   | Celtic              |
| 9  | TĐ | Lyndon Dykes                  | 7 tháng 10, 1995 (25 tuổi)  | 11   | 2   | Queens Park Rangers |
| 10 | TĐ | Ché Adams                     | 13 tháng 7, 1996 (24 tuổi)  | 3    | 1   | Southampton         |
| 11 | TV | Ryan Christie                 | 22 tháng 2, 1995 (26 tuổi)  | 19   | 4   | Celtic              |
| 12 | TM | Craig Gordon                  | 31 tháng 12, 1982 (38 tuổi) | 57   | 0   | Heart of Midlothian |
| 13 | HV | Greg Taylor                   | 5 tháng 11, 1997 (23 tuổi)  | 5    | 0   | Celtic              |
| 14 | TV | John Fleck                    | 24 tháng 8, 1991 (29 tuổi)  | 5    | 0   | Sheffield United    |
| 15 | HV | Declan Gallagher              | 13 tháng 2, 1991 (30 tuổi)  | 8    | 0   | Motherwell          |
| 16 | HV | Liam Cooper                   | 30 tháng 8, 1991 (29 tuổi)  | 6    | 0   | Leeds United        |
| 17 | TV | Stuart Armstrong              | 30 tháng 3, 1992 (29 tuổi)  | 25   | 2   | Southampton         |
| 18 | TV | David Turnbull                | 10 tháng 7, 1999 (21 tuổi)  | 1    | 0   | Celtic              |
| 19 | TĐ | Kevin Nisbet                  | 8 tháng 3, 1997 (24 tuổi)   | 2    | 1   | Hibernian           |
| 20 | TV | Ryan Fraser                   | 24 tháng 2, 1994 (27 tuổi)  | 17   | 4   | Newcastle United    |
| 21 | TM | Jon McLaughlin                | 9 tháng 9, 1987 (33 tuổi)   | 2    | 0   | Rangers             |
| 22 | HV | Nathan Patterson              | 16 tháng 10, 2001 (19 tuổi) | 0    | 0   | Rangers             |
| 23 | TV | Billy Gilmour                 | 11 tháng 6, 2001 (20 tuổi)  | 1    | 0   | Chelsea             |
| 24 | HV | Jack Hendry                   | 7 tháng 5, 1995 (26 tuổi)   | 6    | 1   | Oostende            |
| 25 | TV | James Forrest                 | 7 tháng 7, 1991 (29 tuổi)   | 36   | 5   | Celtic              |
| 26 | HV | Scott McKenna                 | 12 tháng 11, 1996 (24 tuổi) | 20   | 0   | Nottingham Forest   |

## Bảng E

### Ba Lan
Huấn luyện viên:  Paulo Sousa
Ba Lan đã công bố đội hình cuối cùng của họ vào ngày 17 tháng 5 năm 2021.
| Số | VT | Cầu thủ                         | Ngày sinh (tuổi)            | Trận | Bàn | Câu lạc bộ             |
| -- | -- | ------------------------------- | --------------------------- | ---- | --- | ---------------------- |
| 1  | TM | Wojciech Szczęsny               | 18 tháng 4, 1990 (31 tuổi)  | 52   | 0   | Juventus               |
| 2  | HV | Kamil Piątkowski                | 21 tháng 6, 2000 (20 tuổi)  | 2    | 0   | Raków Częstochowa      |
| 3  | TV | Paweł Dawidowicz                | 20 tháng 5, 1995 (26 tuổi)  | 2    | 0   | Hellas Verona          |
| 4  | HV | Tomasz Kędziora                 | 11 tháng 6, 1994 (27 tuổi)  | 22   | 0   | Dynamo Kyiv            |
| 5  | HV | Jan Bednarek                    | 12 tháng 4, 1996 (25 tuổi)  | 30   | 1   | Southampton            |
| 6  | TV | Kacper Kozłowski                | 16 tháng 10, 2003 (17 tuổi) | 2    | 0   | Pogoń Szczecin         |
| 7  | TĐ | Arkadiusz Milik                 | 28 tháng 2, 1994 (27 tuổi)  | 59   | 15  | Marseille              |
| 8  | TV | Karol Linetty                   | 2 tháng 2, 1995 (26 tuổi)   | 31   | 2   | Torino                 |
| 9  | TĐ | Robert Lewandowski (đội trưởng) | 21 tháng 8, 1988 (32 tuổi)  | 118  | 66  | Bayern Munich          |
| 10 | TV | Grzegorz Krychowiak             | 29 tháng 1, 1990 (31 tuổi)  | 79   | 4   | Lokomotiv Moscow       |
| 11 | TĐ | Karol Świderski                 | 23 tháng 1, 1997 (24 tuổi)  | 3    | 1   | PAOK                   |
| 12 | TM | Łukasz Skorupski                | 5 tháng 5, 1991 (30 tuổi)   | 4    | 0   | Bologna                |
| 13 | HV | Maciej Rybus                    | 19 tháng 8, 1989 (31 tuổi)  | 61   | 2   | Lokomotiv Moscow       |
| 14 | TV | Mateusz Klich                   | 13 tháng 6, 1990 (30 tuổi)  | 31   | 2   | Leeds United           |
| 15 | HV | Kamil Glik                      | 3 tháng 2, 1988 (33 tuổi)   | 82   | 6   | Benevento              |
| 16 | TV | Jakub Moder                     | 7 tháng 4, 1999 (22 tuổi)   | 9    | 2   | Brighton & Hove Albion |
| 17 | TV | Przemysław Płacheta             | 23 tháng 3, 1998 (23 tuổi)  | 3    | 0   | Norwich City           |
| 18 | HV | Bartosz Bereszyński             | 12 tháng 7, 1992 (28 tuổi)  | 32   | 0   | Sampdoria              |
| 19 | TV | Przemysław Frankowski           | 12 tháng 4, 1995 (26 tuổi)  | 11   | 1   | Chicago Fire FC        |
| 20 | TV | Piotr Zieliński                 | 20 tháng 5, 1994 (27 tuổi)  | 59   | 6   | Napoli                 |
| 21 | TV | Kamil Jóźwiak                   | 22 tháng 4, 1998 (23 tuổi)  | 13   | 2   | Derby County           |
| 22 | TM | Łukasz Fabiański                | 18 tháng 4, 1985 (36 tuổi)  | 56   | 0   | West Ham United        |
| 23 | TĐ | Dawid Kownacki                  | 14 tháng 3, 1997 (24 tuổi)  | 7    | 1   | Fortuna Düsseldorf     |
| 24 | TĐ | Jakub Świerczok                 | 28 tháng 12, 1992 (28 tuổi) | 4    | 1   | Piast Gliwice          |
| 25 | HV | Michał Helik                    | 9 tháng 9, 1995 (25 tuổi)   | 3    | 0   | Barnsley               |
| 26 | HV | Tymoteusz Puchacz               | 23 tháng 1, 1999 (22 tuổi)  | 1    | 0   | Lech Poznań            |

### Slovakia
Huấn luyện viên: Štefan Tarkovič
Slovakia đã công bố một đội hình sơ bộ gồm 26 cầu thủ vào ngày 18 tháng 5 năm 2021. Đội hình cuối cùng đã công bố vào ngày 2 tháng 6.
| Số | VT | Cầu thủ                   | Ngày sinh (tuổi)            | Trận | Bàn | Câu lạc bộ          |
| -- | -- | ------------------------- | --------------------------- | ---- | --- | ------------------- |
| 1  | TM | Martin Dúbravka           | 15 tháng 1, 1989 (32 tuổi)  | 24   | 0   | Newcastle United    |
| 2  | HV | Peter Pekarík             | 30 tháng 10, 1986 (34 tuổi) | 100  | 2   | Hertha BSC          |
| 3  | HV | Denis Vavro               | 10 tháng 4, 1996 (25 tuổi)  | 10   | 0   | Huesca              |
| 4  | HV | Martin Valjent            | 11 tháng 12, 1995 (25 tuổi) | 9    | 0   | Mallorca            |
| 5  | HV | Ľubomír Šatka             | 2 tháng 12, 1995 (25 tuổi)  | 13   | 0   | Lech Poznań         |
| 6  | TV | Ján Greguš                | 29 tháng 1, 1991 (30 tuổi)  | 34   | 4   | Minnesota United FC |
| 7  | TV | Vladimír Weiss            | 30 tháng 11, 1989 (31 tuổi) | 68   | 7   | Slovan Bratislava   |
| 8  | TV | Ondrej Duda               | 5 tháng 12, 1994 (26 tuổi)  | 44   | 5   | 1. FC Köln          |
| 9  | TĐ | Róbert Boženík            | 18 tháng 11, 1999 (21 tuổi) | 16   | 4   | Feyenoord           |
| 10 | TV | Tomáš Suslov              | 7 tháng 6, 2002 (19 tuổi)   | 3    | 0   | Groningen           |
| 11 | TV | László Bénes              | 9 tháng 9, 1997 (23 tuổi)   | 4    | 1   | FC Augsburg         |
| 12 | TM | Dušan Kuciak              | 21 tháng 5, 1985 (36 tuổi)  | 14   | 0   | Lechia Gdańsk       |
| 13 | TV | Patrik Hrošovský          | 22 tháng 4, 1992 (29 tuổi)  | 35   | 0   | Genk                |
| 14 | HV | Milan Škriniar            | 11 tháng 2, 1995 (26 tuổi)  | 39   | 2   | Internazionale      |
| 15 | HV | Tomáš Hubočan             | 17 tháng 9, 1985 (35 tuổi)  | 69   | 0   | Omonia              |
| 16 | HV | Dávid Hancko              | 13 tháng 12, 1997 (23 tuổi) | 14   | 1   | Sparta Prague       |
| 17 | TV | Marek Hamšík (đội trưởng) | 27 tháng 7, 1987 (33 tuổi)  | 126  | 26  | IFK Göteborg        |
| 18 | TV | Lukáš Haraslín            | 26 tháng 5, 1996 (25 tuổi)  | 14   | 1   | Sassuolo            |
| 19 | TV | Juraj Kucka               | 26 tháng 2, 1987 (34 tuổi)  | 82   | 10  | Parma               |
| 20 | TĐ | Róbert Mak                | 8 tháng 3, 1991 (30 tuổi)   | 65   | 14  | Ferencváros         |
| 21 | TĐ | Michal Ďuriš              | 1 tháng 6, 1988 (33 tuổi)   | 55   | 7   | Omonia              |
| 22 | TV | Stanislav Lobotka         | 25 tháng 11, 1994 (26 tuổi) | 28   | 3   | Napoli              |
| 23 | TM | Marek Rodák               | 13 tháng 12, 1996 (24 tuổi) | 6    | 0   | Fulham              |
| 24 | HV | Martin Koscelník          | 2 tháng 3, 1995 (26 tuổi)   | 4    | 0   | Slovan Liberec      |
| 25 | TV | Jakub Hromada             | 25 tháng 5, 1996 (25 tuổi)  | 1    | 0   | Slavia Prague       |
| 26 | TĐ | Ivan Schranz              | 13 tháng 9, 1993 (27 tuổi)  | 7    | 1   | Jablonec            |

### Tây Ban Nha
Huấn luyện viên: Luis Enrique
Tây Ban Nha đã công bố đội hình cuối cùng của họ, chỉ có 24 cầu thủ vào ngày 24 tháng 5 năm 2021.
| Số | VT | Cầu thủ                      | Ngày sinh (tuổi)            | Trận | Bàn | Câu lạc bộ              |
| -- | -- | ---------------------------- | --------------------------- | ---- | --- | ----------------------- |
| 1  | TM | David de Gea                 | 7 tháng 11, 1990 (30 tuổi)  | 45   | 0   | Manchester United       |
| 2  | HV | César Azpilicueta            | 28 tháng 8, 1989 (31 tuổi)  | 25   | 0   | Chelsea                 |
| 3  | HV | Diego Llorente               | 16 tháng 8, 1993 (27 tuổi)  | 7    | 0   | Leeds United            |
| 4  | HV | Pau Torres                   | 16 tháng 1, 1997 (24 tuổi)  | 7    | 1   | Villarreal              |
| 5  | TV | Sergio Busquets (đội trưởng) | 16 tháng 7, 1988 (32 tuổi)  | 122  | 2   | Barcelona               |
| 6  | TV | Marcos Llorente              | 30 tháng 1, 1995 (26 tuổi)  | 4    | 0   | Atlético Madrid         |
| 7  | TĐ | Álvaro Morata                | 23 tháng 10, 1992 (28 tuổi) | 39   | 19  | Juventus                |
| 8  | TV | Koke                         | 8 tháng 1, 1992 (29 tuổi)   | 49   | 0   | Atlético Madrid         |
| 9  | TĐ | Gerard Moreno                | 7 tháng 4, 1992 (29 tuổi)   | 10   | 5   | Villarreal              |
| 10 | TV | Thiago                       | 11 tháng 4, 1991 (30 tuổi)  | 41   | 2   | Liverpool               |
| 11 | TV | Ferran Torres                | 29 tháng 2, 2000 (21 tuổi)  | 10   | 6   | Manchester City         |
| 12 | HV | Eric García                  | 9 tháng 1, 2001 (20 tuổi)   | 7    | 0   | Manchester City         |
| 13 | TM | Robert Sánchez               | 18 tháng 11, 1997 (23 tuổi) | 0    | 0   | Brighton & Hove Albion  |
| 14 | HV | José Gayà                    | 25 tháng 5, 1995 (26 tuổi)  | 13   | 2   | Valencia                |
| 16 | TV | Rodri                        | 22 tháng 6, 1996 (24 tuổi)  | 19   | 1   | Manchester City         |
| 17 | TV | Fabián Ruiz                  | 3 tháng 4, 1996 (25 tuổi)   | 11   | 1   | Napoli                  |
| 18 | HV | Jordi Alba                   | 21 tháng 3, 1989 (32 tuổi)  | 72   | 8   | Barcelona               |
| 19 | TV | Dani Olmo                    | 7 tháng 5, 1998 (23 tuổi)   | 11   | 3   | RB Leipzig              |
| 20 | TV | Adama Traoré                 | 25 tháng 1, 1996 (25 tuổi)  | 5    | 0   | Wolverhampton Wanderers |
| 21 | TĐ | Mikel Oyarzabal              | 21 tháng 4, 1997 (24 tuổi)  | 13   | 4   | Real Sociedad           |
| 22 | TV | Pablo Sarabia                | 11 tháng 5, 1992 (29 tuổi)  | 3    | 1   | Paris Saint-Germain     |
| 23 | TM | Unai Simón                   | 11 tháng 6, 1997 (24 tuổi)  | 6    | 0   | Athletic Bilbao         |
| 24 | HV | Aymeric Laporte              | 27 tháng 5, 1994 (27 tuổi)  | 0    | 0   | Manchester City         |
| 26 | TĐ | Pedri                        | 25 tháng 11, 2002 (18 tuổi) | 3    | 0   | Barcelona               |

### Thụy Điển
Huấn luyện viên: Janne Andersson
Thụy Điển đã công bố đội hình cuối cùng của họ vào ngày 18 tháng 5 năm 2021. Martin Olsson rút lui vì chấn thương và được thay thế bởi Pierre Bengtsson vào ngày 31 tháng 5.
| Số | VT | Cầu thủ                        | Ngày sinh (tuổi)            | Trận | Bàn | Câu lạc bộ          |
| -- | -- | ------------------------------ | --------------------------- | ---- | --- | ------------------- |
| 1  | TM | Robin Olsen                    | 8 tháng 1, 1990 (31 tuổi)   | 43   | 0   | Everton             |
| 2  | HV | Mikael Lustig                  | 13 tháng 12, 1986 (34 tuổi) | 89   | 6   | AIK                 |
| 3  | HV | Victor Lindelöf                | 17 tháng 7, 1994 (26 tuổi)  | 40   | 3   | Manchester United   |
| 4  | HV | Andreas Granqvist (đội trưởng) | 16 tháng 4, 1985 (36 tuổi)  | 88   | 9   | Helsingborgs IF     |
| 5  | HV | Pierre Bengtsson               | 12 tháng 4, 1988 (33 tuổi)  | 37   | 0   | Vejle               |
| 6  | HV | Ludwig Augustinsson            | 21 tháng 4, 1994 (27 tuổi)  | 32   | 2   | Werder Bremen       |
| 7  | TV | Sebastian Larsson              | 6 tháng 6, 1985 (36 tuổi)   | 128  | 10  | AIK                 |
| 8  | TV | Albin Ekdal                    | 28 tháng 7, 1989 (31 tuổi)  | 56   | 0   | Sampdoria           |
| 9  | TĐ | Marcus Berg                    | 17 tháng 8, 1986 (34 tuổi)  | 85   | 23  | Krasnodar           |
| 10 | TV | Emil Forsberg                  | 23 tháng 10, 1991 (29 tuổi) | 57   | 8   | RB Leipzig          |
| 11 | TĐ | Alexander Isak                 | 21 tháng 9, 1999 (21 tuổi)  | 21   | 6   | Real Sociedad       |
| 12 | TM | Karl-Johan Johnsson            | 28 tháng 1, 1990 (31 tuổi)  | 9    | 0   | Copenhagen          |
| 13 | TV | Gustav Svensson                | 7 tháng 2, 1987 (34 tuổi)   | 31   | 0   | Guangzhou City      |
| 14 | HV | Filip Helander                 | 22 tháng 4, 1993 (28 tuổi)  | 15   | 0   | Rangers             |
| 15 | TV | Ken Sema                       | 30 tháng 9, 1993 (27 tuổi)  | 11   | 0   | Watford             |
| 16 | HV | Emil Krafth                    | 2 tháng 8, 1994 (26 tuổi)   | 27   | 0   | Newcastle United    |
| 17 | TV | Viktor Claesson                | 2 tháng 1, 1992 (29 tuổi)   | 45   | 9   | Krasnodar           |
| 18 | HV | Pontus Jansson                 | 13 tháng 2, 1991 (30 tuổi)  | 27   | 0   | Brentford           |
| 19 | TV | Mattias Svanberg               | 5 tháng 1, 1999 (22 tuổi)   | 8    | 1   | Bologna             |
| 20 | TV | Kristoffer Olsson              | 30 tháng 6, 1995 (25 tuổi)  | 24   | 0   | Krasnodar           |
| 21 | TV | Dejan Kulusevski               | 25 tháng 4, 2000 (21 tuổi)  | 12   | 1   | Juventus            |
| 22 | TV | Robin Quaison                  | 9 tháng 10, 1993 (27 tuổi)  | 25   | 9   | Mainz 05            |
| 23 | TM | Kristoffer Nordfeldt           | 23 tháng 6, 1989 (31 tuổi)  | 14   | 0   | Gençlerbirliği      |
| 24 | HV | Marcus Danielson               | 8 tháng 4, 1989 (32 tuổi)   | 8    | 2   | Dalian Professional |
| 25 | TĐ | Jordan Larsson                 | 20 tháng 6, 1997 (23 tuổi)  | 6    | 1   | Spartak Moscow      |
| 26 | TV | Jens Cajuste                   | 10 tháng 8, 1999 (21 tuổi)  | 4    | 0   | Midtjylland         |

## Bảng F

### Pháp
Huấn luyện viên: Didier Deschamps
Pháp đã công bố đội hình cuối cùng của họ vào ngày 18 tháng 5 năm 2021.
| Số | VT | Cầu thủ                  | Ngày sinh (tuổi)            | Trận | Bàn | Câu lạc bộ               |
| -- | -- | ------------------------ | --------------------------- | ---- | --- | ------------------------ |
| 1  | TM | Hugo Lloris (đội trưởng) | 26 tháng 12, 1986 (34 tuổi) | 124  | 0   | Tottenham Hotspur        |
| 2  | HV | Benjamin Pavard          | 28 tháng 3, 1996 (25 tuổi)  | 34   | 2   | Bayern Munich            |
| 3  | HV | Presnel Kimpembe         | 13 tháng 8, 1995 (25 tuổi)  | 16   | 0   | Paris Saint-Germain      |
| 4  | HV | Raphaël Varane           | 25 tháng 4, 1993 (28 tuổi)  | 74   | 5   | Real Madrid              |
| 5  | HV | Clément Lenglet          | 17 tháng 6, 1995 (25 tuổi)  | 12   | 1   | Barcelona                |
| 6  | TV | Paul Pogba               | 15 tháng 3, 1993 (28 tuổi)  | 79   | 10  | Manchester United        |
| 7  | TĐ | Antoine Griezmann        | 21 tháng 3, 1991 (30 tuổi)  | 90   | 36  | Barcelona                |
| 8  | TV | Thomas Lemar             | 12 tháng 11, 1995 (25 tuổi) | 24   | 4   | Atlético Madrid          |
| 9  | TĐ | Olivier Giroud           | 30 tháng 9, 1986 (34 tuổi)  | 107  | 44  | Chelsea                  |
| 10 | TĐ | Kylian Mbappé            | 20 tháng 12, 1998 (22 tuổi) | 43   | 17  | Paris Saint-Germain      |
| 11 | TĐ | Ousmane Dembélé          | 15 tháng 5, 1997 (24 tuổi)  | 24   | 4   | Barcelona                |
| 12 | TV | Corentin Tolisso         | 3 tháng 8, 1994 (26 tuổi)   | 24   | 2   | Bayern Munich            |
| 13 | TV | N'Golo Kanté             | 29 tháng 3, 1991 (30 tuổi)  | 45   | 2   | Chelsea                  |
| 14 | TV | Adrien Rabiot            | 3 tháng 4, 1995 (26 tuổi)   | 15   | 0   | Juventus                 |
| 15 | HV | Kurt Zouma               | 27 tháng 10, 1994 (26 tuổi) | 8    | 1   | Chelsea                  |
| 16 | TM | Steve Mandanda           | 28 tháng 3, 1985 (36 tuổi)  | 34   | 0   | Marseille                |
| 17 | TV | Moussa Sissoko           | 16 tháng 8, 1989 (31 tuổi)  | 68   | 2   | Tottenham Hotspur        |
| 18 | HV | Lucas Digne              | 20 tháng 7, 1993 (27 tuổi)  | 37   | 0   | Everton                  |
| 19 | TĐ | Karim Benzema            | 19 tháng 12, 1987 (33 tuổi) | 82   | 27  | Real Madrid              |
| 20 | TV | Kingsley Coman           | 13 tháng 6, 1996 (24 tuổi)  | 30   | 5   | Bayern Munich            |
| 21 | HV | Lucas Hernandez          | 14 tháng 2, 1996 (25 tuổi)  | 25   | 0   | Bayern Munich            |
| 22 | TĐ | Wissam Ben Yedder        | 12 tháng 8, 1990 (30 tuổi)  | 13   | 2   | Monaco                   |
| 23 | TM | Mike Maignan             | 3 tháng 7, 1995 (25 tuổi)   | 1    | 0   | Lille                    |
| 24 | HV | Léo Dubois               | 14 tháng 9, 1994 (26 tuổi)  | 7    | 0   | Lyon                     |
| 25 | HV | Jules Koundé             | 12 tháng 11, 1998 (22 tuổi) | 1    | 0   | Sevilla                  |
| 26 | TĐ | Marcus Thuram            | 6 tháng 8, 1997 (23 tuổi)   | 3    | 0   | Borussia Mönchengladbach |

### Đức
Huấn luyện viên: Joachim Löw
Đức đã công bố đội hình cuối cùng của họ vào ngày 19 tháng 5 năm 2021.
| Số | VT | Cầu thủ                   | Ngày sinh (tuổi)            | Trận | Bàn | Câu lạc bộ               |
| -- | -- | ------------------------- | --------------------------- | ---- | --- | ------------------------ |
| 1  | TM | Manuel Neuer (đội trưởng) | 27 tháng 3, 1986 (35 tuổi)  | 99   | 0   | Bayern Munich            |
| 2  | HV | Antonio Rüdiger           | 3 tháng 3, 1993 (28 tuổi)   | 40   | 1   | Chelsea                  |
| 3  | HV | Marcel Halstenberg        | 27 tháng 9, 1991 (29 tuổi)  | 8    | 1   | RB Leipzig               |
| 4  | HV | Matthias Ginter           | 19 tháng 1, 1994 (27 tuổi)  | 39   | 2   | Borussia Mönchengladbach |
| 5  | HV | Mats Hummels              | 16 tháng 12, 1988 (32 tuổi) | 71   | 5   | Borussia Dortmund        |
| 6  | TV | Joshua Kimmich            | 8 tháng 2, 1995 (26 tuổi)   | 54   | 3   | Bayern Munich            |
| 7  | TĐ | Kai Havertz               | 11 tháng 6, 1999 (22 tuổi)  | 13   | 3   | Chelsea                  |
| 8  | TV | Toni Kroos                | 4 tháng 1, 1990 (31 tuổi)   | 101  | 17  | Real Madrid              |
| 9  | TĐ | Kevin Volland             | 30 tháng 7, 1992 (28 tuổi)  | 11   | 1   | Monaco                   |
| 10 | TV | Serge Gnabry              | 14 tháng 7, 1995 (25 tuổi)  | 21   | 15  | Bayern Munich            |
| 11 | TĐ | Timo Werner               | 6 tháng 3, 1996 (25 tuổi)   | 38   | 15  | Chelsea                  |
| 12 | TM | Bernd Leno                | 4 tháng 3, 1992 (29 tuổi)   | 8    | 0   | Arsenal                  |
| 13 | TV | Jonas Hofmann             | 14 tháng 7, 1992 (28 tuổi)  | 3    | 0   | Borussia Mönchengladbach |
| 14 | TV | Jamal Musiala             | 26 tháng 2, 2003 (18 tuổi)  | 2    | 0   | Bayern Munich            |
| 15 | HV | Niklas Süle               | 3 tháng 9, 1995 (25 tuổi)   | 30   | 1   | Bayern Munich            |
| 16 | HV | Lukas Klostermann         | 3 tháng 6, 1996 (25 tuổi)   | 13   | 0   | RB Leipzig               |
| 17 | TV | Florian Neuhaus           | 16 tháng 3, 1997 (24 tuổi)  | 6    | 2   | Borussia Mönchengladbach |
| 18 | TV | Leon Goretzka             | 6 tháng 2, 1995 (26 tuổi)   | 32   | 13  | Bayern Munich            |
| 19 | TV | Leroy Sané                | 11 tháng 1, 1996 (25 tuổi)  | 29   | 6   | Bayern Munich            |
| 20 | HV | Robin Gosens              | 5 tháng 7, 1994 (26 tuổi)   | 6    | 0   | Atalanta                 |
| 21 | TV | İlkay Gündoğan            | 24 tháng 10, 1990 (30 tuổi) | 45   | 10  | Manchester City          |
| 22 | TM | Kevin Trapp               | 8 tháng 7, 1990 (30 tuổi)   | 5    | 0   | Eintracht Frankfurt      |
| 23 | HV | Emre Can                  | 12 tháng 1, 1994 (27 tuổi)  | 33   | 1   | Borussia Dortmund        |
| 24 | HV | Robin Koch                | 17 tháng 7, 1996 (24 tuổi)  | 8    | 0   | Leeds United             |
| 25 | TĐ | Thomas Müller             | 13 tháng 9, 1989 (31 tuổi)  | 101  | 38  | Bayern Munich            |
| 26 | HV | Christian Günter          | 28 tháng 2, 1993 (28 tuổi)  | 2    | 0   | SC Freiburg              |

### Hungary
Huấn luyện viên:  Marco Rossi
Hungary đã công bố một đội hình sơ bộ gồm 30 cầu thủ vào ngày 6 tháng 5 năm 2021. Đội hình đã được giảm xuống còn 29 cầu thủ vào ngày 23 tháng 5 khi Szilveszter Hangya rút lui vì chấn thương. Dominik Szoboszlai rút lui vì chấn thương vào ngày 1 tháng 6, với đội hình cuối cùng được công bố vào cuối ngày hôm đó.
| Số | VT | Cầu thủ                  | Ngày sinh (tuổi)            | Trận | Bàn | Câu lạc bộ         |
| -- | -- | ------------------------ | --------------------------- | ---- | --- | ------------------ |
| 1  | TM | Péter Gulácsi            | 6 tháng 5, 1990 (31 tuổi)   | 37   | 0   | RB Leipzig         |
| 2  | HV | Ádám Lang                | 17 tháng 1, 1993 (28 tuổi)  | 38   | 1   | Omonia             |
| 3  | HV | Ákos Kecskés             | 4 tháng 1, 1996 (25 tuổi)   | 1    | 0   | Lugano             |
| 4  | HV | Attila Szalai            | 20 tháng 1, 1998 (23 tuổi)  | 11   | 0   | Fenerbahçe         |
| 5  | HV | Attila Fiola             | 17 tháng 2, 1990 (31 tuổi)  | 34   | 1   | Fehérvár           |
| 6  | HV | Willi Orbán              | 3 tháng 11, 1992 (28 tuổi)  | 20   | 5   | RB Leipzig         |
| 7  | HV | Loïc Négo                | 15 tháng 1, 1991 (30 tuổi)  | 9    | 2   | Fehérvár           |
| 8  | TV | Ádám Nagy                | 17 tháng 6, 1995 (25 tuổi)  | 46   | 1   | Bristol City       |
| 9  | TĐ | Ádám Szalai (đội trưởng) | 9 tháng 12, 1987 (33 tuổi)  | 70   | 23  | Mainz 05           |
| 10 | TV | Tamás Cseri              | 15 tháng 1, 1988 (33 tuổi)  | 3    | 0   | Mezőkövesd         |
| 11 | TĐ | Filip Holender           | 27 tháng 7, 1994 (26 tuổi)  | 14   | 1   | Partizan           |
| 12 | TM | Dénes Dibusz             | 16 tháng 11, 1990 (30 tuổi) | 14   | 0   | Ferencváros        |
| 13 | TV | András Schäfer           | 13 tháng 4, 1999 (22 tuổi)  | 4    | 0   | Dunajská Streda    |
| 14 | HV | Gergő Lovrencsics        | 1 tháng 9, 1988 (32 tuổi)   | 39   | 1   | Ferencváros        |
| 15 | TV | László Kleinheisler      | 8 tháng 4, 1994 (27 tuổi)   | 32   | 3   | Osijek             |
| 16 | TV | Dániel Gazdag            | 2 tháng 3, 1996 (25 tuổi)   | 6    | 1   | Philadelphia Union |
| 17 | TV | Roland Varga             | 23 tháng 1, 1990 (31 tuổi)  | 21   | 3   | MTK Budapest       |
| 18 | TV | Dávid Sigér              | 30 tháng 11, 1990 (30 tuổi) | 12   | 1   | Ferencváros        |
| 19 | TV | Kevin Varga              | 30 tháng 3, 1996 (25 tuổi)  | 6    | 1   | Kasımpaşa          |
| 20 | TĐ | Roland Sallai            | 22 tháng 5, 1997 (24 tuổi)  | 22   | 4   | SC Freiburg        |
| 21 | HV | Endre Botka              | 25 tháng 8, 1994 (26 tuổi)  | 9    | 0   | Ferencváros        |
| 22 | TM | Ádám Bogdán              | 27 tháng 9, 1987 (33 tuổi)  | 20   | 0   | Ferencváros        |
| 23 | TĐ | Nemanja Nikolić          | 31 tháng 12, 1987 (33 tuổi) | 37   | 8   | Fehérvár           |
| 24 | TĐ | Szabolcs Schön           | 27 tháng 9, 2000 (20 tuổi)  | 0    | 0   | FC Dallas          |
| 25 | TĐ | János Hahn               | 15 tháng 3, 1995 (26 tuổi)  | 0    | 0   | Paks               |
| 26 | HV | Bendegúz Bolla           | 22 tháng 11, 1999 (21 tuổi) | 0    | 0   | Fehérvár           |

### Bồ Đào Nha
Huấn luyện viên: Fernando Santos
Bồ Đào Nha đã công bố đội hình cuối cùng của họ vào ngày 20 tháng 5 năm 2021. João Cancelo rút lui vì có kết quả xét nghiệm dương tính với COVID-19 và được thay thế bởi Diogo Dalot vào ngày 13 tháng 6 băn 2021.
| Số | VT | Cầu thủ                        | Ngày sinh (tuổi)            | Trận | Bàn | Câu lạc bộ              |
| -- | -- | ------------------------------ | --------------------------- | ---- | --- | ----------------------- |
| 1  | TM | Rui Patrício                   | 15 tháng 2, 1988 (33 tuổi)  | 92   | 0   | Wolverhampton Wanderers |
| 2  | HV | Nélson Semedo                  | 16 tháng 11, 1993 (27 tuổi) | 17   | 0   | Wolverhampton Wanderers |
| 3  | HV | Pepe                           | 26 tháng 2, 1983 (38 tuổi)  | 113  | 7   | Porto                   |
| 4  | HV | Rúben Dias                     | 14 tháng 5, 1997 (24 tuổi)  | 27   | 2   | Manchester City         |
| 5  | HV | Raphaël Guerreiro              | 22 tháng 12, 1993 (27 tuổi) | 45   | 2   | Borussia Dortmund       |
| 6  | HV | José Fonte                     | 22 tháng 12, 1983 (37 tuổi) | 45   | 0   | Lille                   |
| 7  | TĐ | Cristiano Ronaldo (đội trưởng) | 5 tháng 2, 1985 (36 tuổi)   | 173  | 103 | Juventus                |
| 8  | TV | João Moutinho                  | 8 tháng 9, 1986 (34 tuổi)   | 130  | 7   | Wolverhampton Wanderers |
| 9  | TĐ | André Silva                    | 6 tháng 11, 1995 (25 tuổi)  | 38   | 16  | Eintracht Frankfurt     |
| 10 | TV | Bernardo Silva                 | 10 tháng 8, 1994 (26 tuổi)  | 54   | 7   | Manchester City         |
| 11 | TV | Bruno Fernandes                | 8 tháng 9, 1994 (26 tuổi)   | 27   | 2   | Manchester United       |
| 12 | TM | Anthony Lopes                  | 1 tháng 10, 1990 (30 tuổi)  | 13   | 0   | Lyon                    |
| 13 | TV | Danilo Pereira                 | 9 tháng 9, 1991 (29 tuổi)   | 45   | 2   | Paris Saint-Germain     |
| 14 | TV | William Carvalho               | 7 tháng 4, 1992 (29 tuổi)   | 64   | 4   | Real Betis              |
| 15 | TĐ | Rafa Silva                     | 17 tháng 5, 1993 (28 tuổi)  | 20   | 0   | Benfica                 |
| 16 | TV | Renato Sanches                 | 18 tháng 8, 1997 (23 tuổi)  | 24   | 2   | Lille                   |
| 17 | TV | Gonçalo Guedes                 | 29 tháng 11, 1996 (24 tuổi) | 22   | 6   | Valencia                |
| 18 | TV | Rúben Neves                    | 13 tháng 3, 1997 (24 tuổi)  | 20   | 0   | Wolverhampton Wanderers |
| 19 | TV | Pedro Gonçalves                | 28 tháng 6, 1998 (22 tuổi)  | 0    | 0   | Sporting CP             |
| 20 | HV | Diogo Dalot                    | 18 tháng 3, 1999 (22 tuổi)  | 0    | 0   | Milan                   |
| 21 | TĐ | Diogo Jota                     | 4 tháng 12, 1996 (24 tuổi)  | 12   | 6   | Liverpool               |
| 22 | TM | Rui Silva                      | 7 tháng 2, 1994 (27 tuổi)   | 0    | 0   | Granada                 |
| 23 | TĐ | João Félix                     | 10 tháng 11, 1999 (21 tuổi) | 16   | 3   | Atlético Madrid         |
| 24 | TV | Sérgio Oliveira                | 2 tháng 6, 1992 (29 tuổi)   | 10   | 0   | Porto                   |
| 25 | HV | Nuno Mendes                    | 19 tháng 6, 2002 (18 tuổi)  | 3    | 0   | Sporting CP             |
| 26 | TV | João Palhinha                  | 9 tháng 7, 1995 (25 tuổi)   | 3    | 1   | Sporting CP             |

## Đại diện cầu thủ

### Theo độ tuổi

#### Cầu thủ ngoài sân
- Già nhất:  Pepe (38 năm, 105 ngày)
- Trẻ nhất:  Kacper Kozłowski (17 năm, 238 ngày)

#### Thủ môn
- Già nhất:  Maarten Stekelenburg (38 năm, 262 ngày)
- Trẻ nhất:  Anatoliy Trubin (19 năm, 314 ngày)

#### Đội trưởng
- Già nhất:  Goran Pandev (37 năm, 319 ngày)
- Trẻ nhất:  Andrew Robertson (27 năm, 92 ngày)

### Theo câu lạc bộ
| Cầu thủ | Câu lạc bộ                                 |
| ------- | ------------------------------------------ |
| 15      | Chelsea Manchester City                    |
| 14      | Bayern Munich                              |
| 12      | Juventus                                   |
| 11      | Manchester United Dynamo Kyiv              |
| 10      | Borussia Dortmund Borussia Mönchengladbach |
| 9       | Liverpool RB Leipzig Internazionale        |

### Theo quốc tịch câu lạc bộ
| Chữ đậm     | Đại diện quốc gia tại giải đấu         |
| Chữ nghiêng | Quốc gia không phải là thành viên UEFA |

| Cầu thủ | Câu lạc bộ                                                         |
| ------- | ------------------------------------------------------------------ |
| 146     | Anh                                                                |
| 91      | Đức                                                                |
| 75      | Ý                                                                  |
| 42      | Tây Ban Nha                                                        |
| 32      | Nga                                                                |
| 31      | Pháp                                                               |
| 19      | Ukraina                                                            |
| 18      | Thổ Nhĩ Kỳ                                                         |
| 17      | Hungary Hà Lan                                                     |
| 15      | Cộng hòa Séc                                                       |
| 14      | Scotland                                                           |
| 13      | Croatia                                                            |
| 10      | Bỉ                                                                 |
| 9       | Đan Mạch Ba Lan                                                    |
| 8       | Síp Bồ Đào Nha Thụy Điển                                           |
| 6       | Thụy Sĩ Wales Hoa Kỳ                                               |
| 4       | Slovakia                                                           |
| 3       | Trung Quốc Hy Lạp Bắc Macedonia                                    |
| 2       | Áo                                                                 |
| 1       | Albania Bosna và Hercegovina Canada Phần Lan Nhật Bản Na Uy Serbia |

Bảng trên giống nhau khi nói đến đại diện của giải đấu, chỉ có các ngoại lệ sau:
- Hệ thống giải đấu của Anh có 152 đại diện, trong đó có sáu cầu thủ đến từ Cardiff City và Swansea City có trụ sở tại xứ Wales.
- Hệ thống giải đấu của Mỹ có 7 đại diện, trong đó có một cầu thủ đến từ CF Montréal có trụ sở tại Canada.

Không có đội tuyển quốc gia nào có tất cả các cầu thủ của mình từ các đội câu lạc bộ của quốc gia. Mỗi đội tuyển quốc gia cũng có ít nhất một cầu thủ từ các đội bóng của câu lạc bộ quốc gia.